# Église Saint-Samson de La Roche-Guyon
L’église Saint-Samson est une église catholique paroissiale située à La Roche-Guyon, dans le Val-d'Oise (France). Sa construction commence en 1404, quand le roi Charles VI accorde l'autorisation d'édifier une église paroissiale en dehors du périmètre du château. Or, les travaux sont bientôt interrompus par la guerre de Cent Ans, et ne reprennent que dans le second quart du siècle suivant. L'église est conçue à la base dans le style gothique flamboyant, mais comme souvent au XVIe siècle dans la région, les finitions se font dans le style de la Renaissance. Son plan, assez simple, ne prévoit à l'origine qu'un vaisseau central de cinq travées se terminant par un chevet plat, accompagné de deux bas-côtés, dont la dernière travée se termine par un mur oblique. Le clocher s'élève au-dessus de la première travée du nord. Le bas-côté nord est remanié au XVIIIe siècle, et une série de quatre chapelles latérales est alors ajoutée du côté nord. L'église Saint-Samson a été inscrite aux monuments historiques par arrêté du 4 juin 1926. Elle est aujourd'hui affiliée au secteur pastoral du Vexin ouest avec siège à Magny-en-Vexin, et les messes dominicales y sont généralement célébrées le second et le quatrième dimanche du mois.

## Localisation

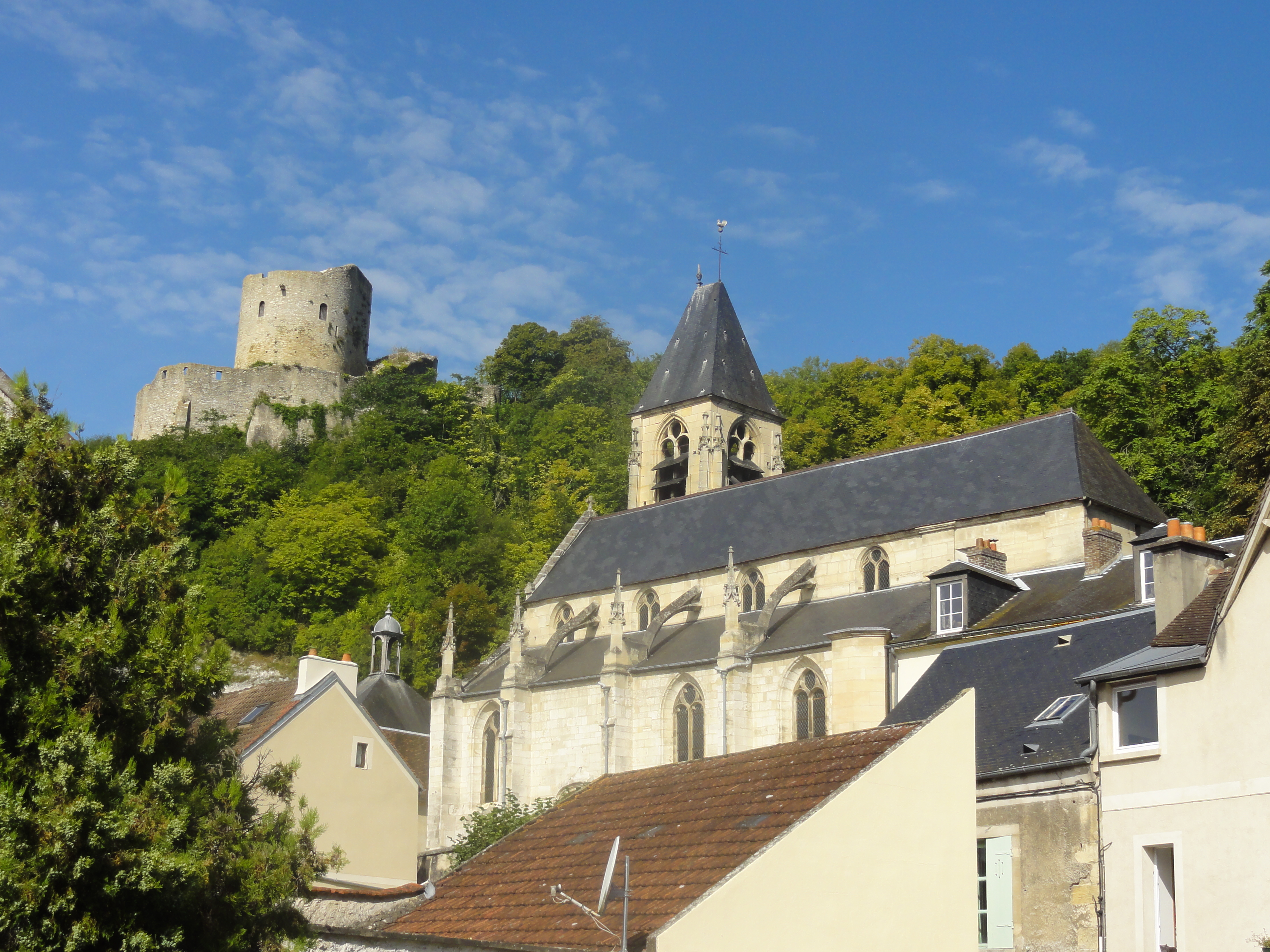
Vue depuis le sud-est ; à gauche, le donjon du château.

L'église Saint-Samson est située en France, en région Île-de-France et dans le département du Val-d'Oise, dans le Parc naturel régional du Vexin français, dans la vallée de la Seine, aux confins de la Normandie, sur la commune de La Roche-Guyon, place du cloître Saint-Samson. Implantée à flanc de coteau, elle est visible de loin, notamment depuis le sud. La façade occidentale donne sur la place, et les nouveaux communs du château lui font face à l'ouest. L'élévation méridionale est alignée sur la rue des frères Rousse, qui quitte la place vers l'est. La partie initiale de la rue est assez large, et délimitée au sud par un mur de soutènement. Ensuite, la rue devient très étroite. Elle permet d'apercevoir une partie du chevet, qui est en grande partie enclavée dans une propriété privée, tout comme l'élévation septentrionale, bordée d'arbres et non visible depuis le domaine public. Les deux principales voies d'accès à la place du cloître Saint-Samson sont la rue de l'Audience, depuis la fontaine sur la place principale du village (RD 913), et l'étroite rue du Grimpereau, qui longe dans un premier temps le mur de soutènement déjà signalé, puis descend vers le sud pour rejoindre la rue du général Leclerc (RD 913), près de la mairie.

## Historique

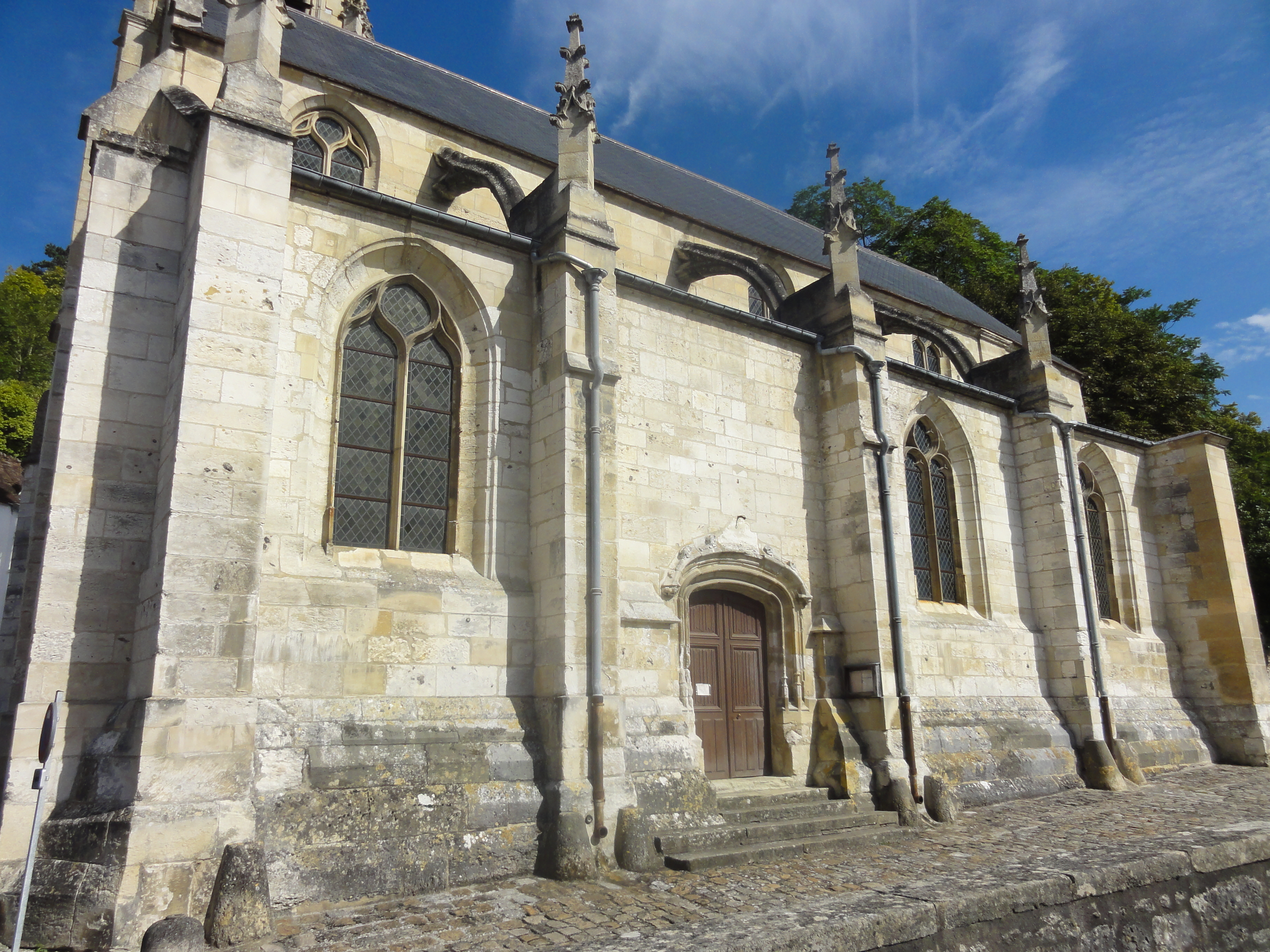
Élévation méridionale.

La fondation de la paroisse remonte au Xe siècle selon l'abbé Vital Jean Gautier, et son église aurait été reconstruite pour la première fois au XIe siècle. Son patron est saint Samson. Le collateur de la cure est l'abbé de l'abbaye de la Trinité de Fécamp. Sous l'Ancien Régime, la paroisse relève du doyenné de Meulan, de l'archidiaconé du Vexin avec siège à Pontoise, et de l'archidiocèse de Rouen. En 1404, la construction de l'église commence à la suite de l'autorisation du roi Charles VI d'édifier une église paroissiale en dehors du périmètre du château, mais les travaux sont bientôt interrompus par la guerre de Cent Ans, et ne reprenant que dans le second quart du siècle suivant. L'église est conçue à la base dans le style gothique flamboyant, mais comme souvent au XVIe siècle dans la région, certaines finitions se font dans le style de la Renaissance. Les quatre chapelles latérales du collatéral nord sont remaniées au XVIIIe siècle, avec des grandes arcades en plein cintre retombant sur des pilastres, et des voûtes d'arêtes. Sous la Révolution française, l'ensemble des paroisses du département de Seine-et-Oise sont regroupées dans le nouveau diocèse de Versailles. L'église Saint-Samson est inscrite aux monuments historiques par arrêté du 4 juin 1926. Depuis la création du diocèse de Pontoise en 1966, la paroisse de La Roche-Guyon en fait partie. Elle est aujourd'hui affiliée au secteur pastoral du Vexin ouest, avec siège à Magny-en-Vexin. L'église Saint-Samson accueille des célébrations eucharistiques le second et le quatrième dimanche du mois, avec des exceptions, en alternance avec l'église Notre-Dame de Vétheuil.

## Description

### Aperçu général

Plan de l'église.

Orientée un peu irrégulièrement, avec une déviation de l'axe vers le nord-est du côté du chevet, l'église répond à un plan assez simple à trois vaisseaux, auquel s'ajoutent les quatre chapelles du collatéral nord. Elle se compose d'un vaisseau central de cinq travées, se terminant par un chevet plat ; de deux bas-côtés dont les dernières travées se terminent par des murs obliques ; d'un clocher se dressant au-dessus de la première travée du bas-côté nord, à gauche de la façade occidentale ; et d'une série de quatre chapelles latérales le long du bas-côté nord. La première est murée ; la seconde est fermée par une cloison en bois ; et la quatrième, plus grande que les précédentes, possède une abside polygonale de très faible profondeur. Les chapelles sont voûtées d'arêtes. Le reste de l'église est voûté d'ogives. La nef est éclairée par des fenêtres hautes du côté sud seulement. L'accès se fait par le portail occidental de la nef, ou par le portail latéral de la deuxième travée du sud. Le vaisseau central possède un toit à deux rampants se terminant par un pignon à l'ouest, et une croupe à l'est. Les bas-côtés sud sont munis de toit en appentis prenant appui contre le mur de la nef. Les chapelles sont recouvertes d'un toit en bâtière indépendant, parallèle à l'axe de l'édifice.

### Intérieur

#### Vaisseau central

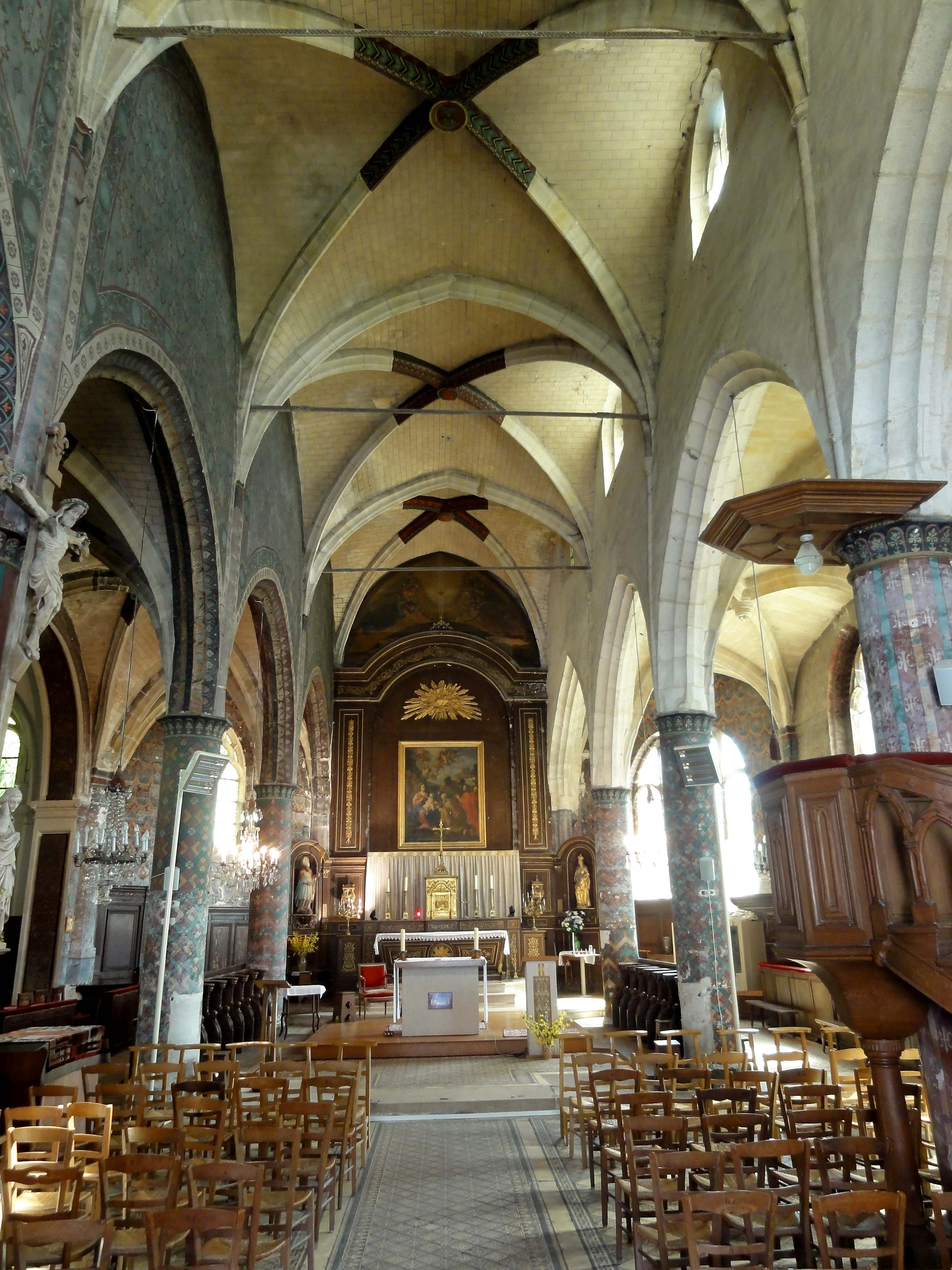
Nef, vue vers l'est.

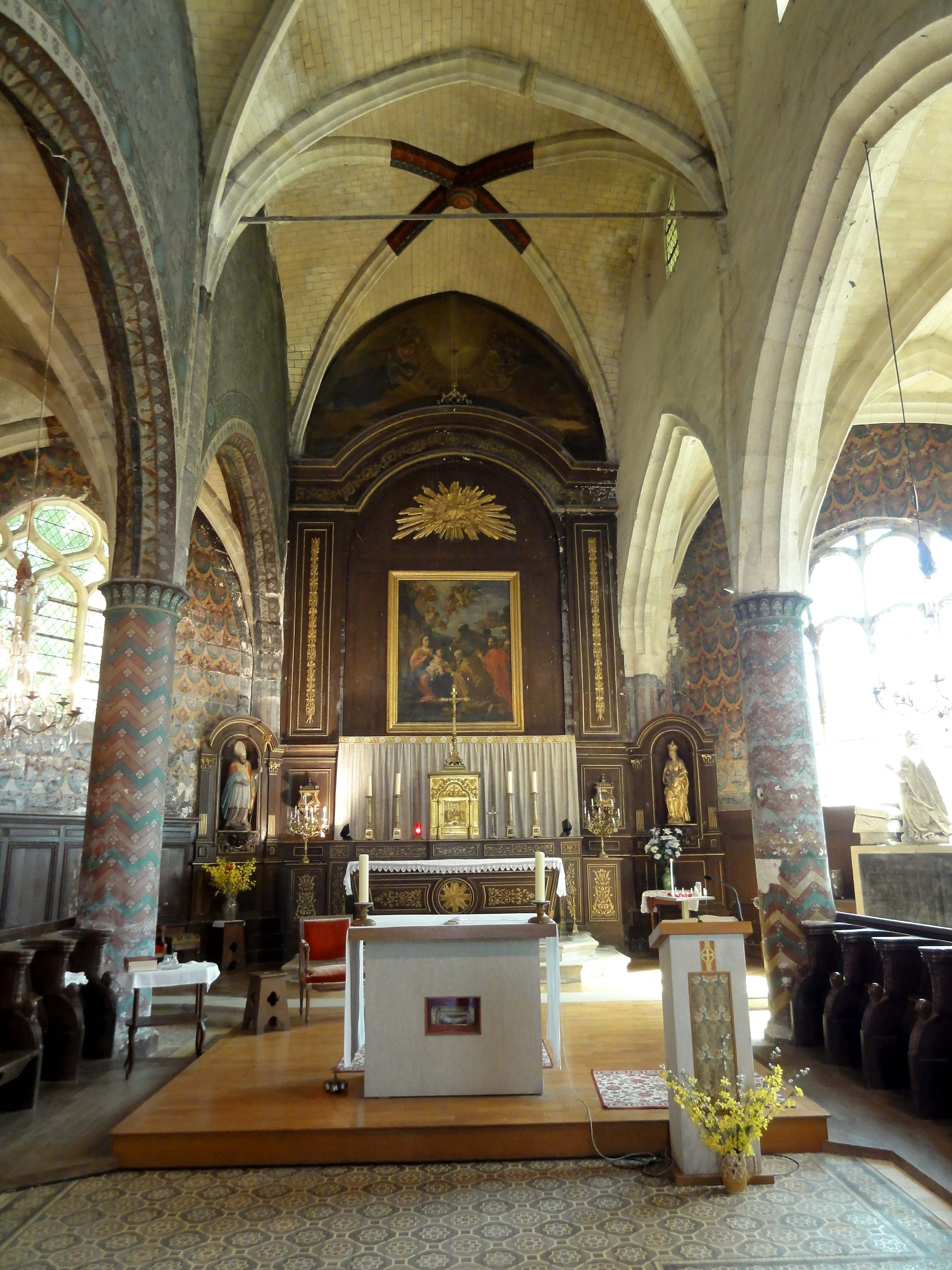
Vue dans le sanctuaire.

Le vaisseau central se caractérise par une hauteur inhabituelle pour une église de dimensions aussi modestes ; par l'existence de fenêtres hautes du côté sud ; par une architecture et modénature assez simples, sans distinction entre nef des fidèles et sanctuaire ; et par une polychromie architecturale du XIXe siècle, qui n'épargne que les voûtains. Dans la région, les nefs aveugles sont la règle pour les églises reconstruites après la Guerre de Cent Ans en milieu rural. Rares sont les églises flamboyantes pourvues de fenêtres hautes, comme Chaumont-en-Vexin, L'Isle-Adam, Serans et Vétheuil, ou Bessancourt et Villiers-le-Bel, qui sont issues de la transformation d'églises médiévales. Les élévations latérales s'organisent sur deux niveaux, à savoir l'étage des grandes arcades et l'étage des fenêtres hautes, qui ne subsistent donc plus qu'au sud. La hauteur des piliers des grandes arcades correspond à environ la moitié de la hauteur totale du vaisseau sous le sommet des voûtes. Les arcades elles-mêmes représentent environ un quart de la hauteur totale, si bien qu'il ne reste qu'un quart pour l'étage des fenêtres hautes, qui correspond à la lunette des voûtes. En plus, du fait de l'ampleur des voûtes des bas-côtés et des toitures, cet étage ne peut pas entièrement être mis à profit pour le ménagement de fenêtres, qui sont donc poussées très haut sous les voûtes, et de faible hauteur. En dépit de cette circonstance, l'on s'est contenté de fenêtres à deux lancettes, qui se terminent en accolade et sont surmontées d'un soufflet entre deux étroites mouchettes. Au sud de la cinquième travée, il n'y a qu'une petite baie rectangulaire. Sinon, les fenêtres sont en arc brisé, et les grandes arcades et les nervures des voûtes le sont également.
Les ogives et doubleaux affectent un profil prismatique aigu, relativement simple. Les doubleaux sont tout aussi fins que les ogives, et les formerets sont des rangs de claveaux faiblement saillants et non moulurés. Les clés de voûte sont des disques arborant des écussons peints. Les nervures des voûtes se fondent directement dans des renflements dans des murs, qui établissent le lien visuel avec les piliers des grandes arcades. Ici, le principe des nervures pénétrantes, caractéristique de l'architecture flamboyante, n'a pas été appliqué. L'on trouve en effet des tailloirs octogonaux et des chapiteaux non sculptés, d'un profil galbé, comme à Fleurines. Les grandes arcades retombent sur les mêmes tailloirs. Leur profil, assez rudimentaire, se limite à un filet entre deux gorges, l'une plus large que l'autre. En principe, l'architecture flamboyante de la région montre une prédilection pour les profils complexes. Le profil simple rencontré à La Roche-Guyon reste limitée à une partie des arcades et nervures dans les autres églises de la région : croisée du transept d'Avrechy ; ogives et doubleaux de Blaincourt-lès-Précy ; grandes arcades de La Chapelle-en-Serval ; grandes arcades retaillées au nord de la nef de Clermont ; doubleaux également retaillés de la nef et de la base du clocher de Cauvigny ; nef de Jonquières ; chœur de Magny-en-Vexin ; arcades sous le clocher de Précy-sur-Oise ; une arcade du collatéral de Presles ; grandes arcades du sud de Saint-Clair-sur-Epte, taillées dans un mur préexistant ; croisée du transept de Vétheuil (parfois le nombre de moulures est plus important). Les piliers sont monocylindriques et appareillés en tambour, comme à Bessancourt, Jagny-sous-Bois, Mont-l'Évêque, Précy-sur-Oise, Survilliers, Le Thillay, Vauréal, et dans le chœur de Boran-sur-Oise.
Le chevet est entièrement occupé par le retable du autel, qui est d'une facture très simple, et met d'autant mieux en valeur le tableau de l'Adoration des Mages accroché au centre (voir le chapitre Mobilier). Le retable se compose, pour l'essentiel, de deux larges pilastres reposant sur des stylobates, et supportant directement un fronton cintré (il n'y a pas d'entablement). Le décor est constitué de rinceaux rehaussé par une dorure. Des châsses à reliques sont intégrées dans les stylobates. Une gloire se détache au-dessus du tableau, et l'espace au-dessus du fronton est occupé par une peinture murale représentant des anges. Dans les angles du chevet et du mur occidental, les ogives sont reçus sur des culots. La première travée de la nef abrite une tribune. Au-dessus, une vaste baie en plein cintre éclaire la nef. Elle est à trois formes en plein cintre, dont celle au centre est surmontée d'un oculus de forme ovale, qui est flanqué de deux accolades délimitant de petits losanges. Reste à mentionner une particularité concernant la pile sud-est du clocher, soit le premier pilier intermédiaire des grandes arcades du nord : elle est renforcée par quatre renflements de faible diamètre.

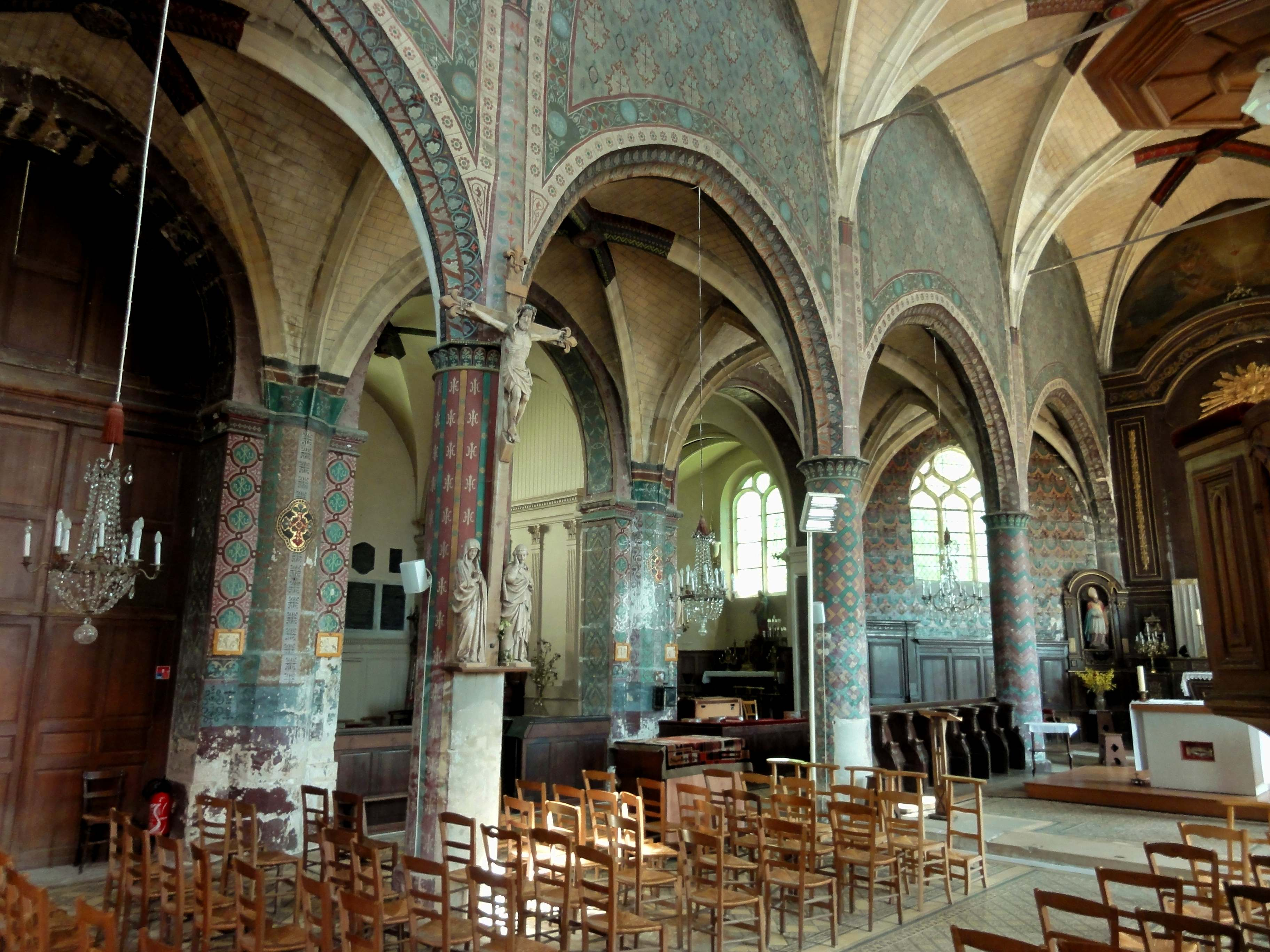
Grandes arcades du nord.
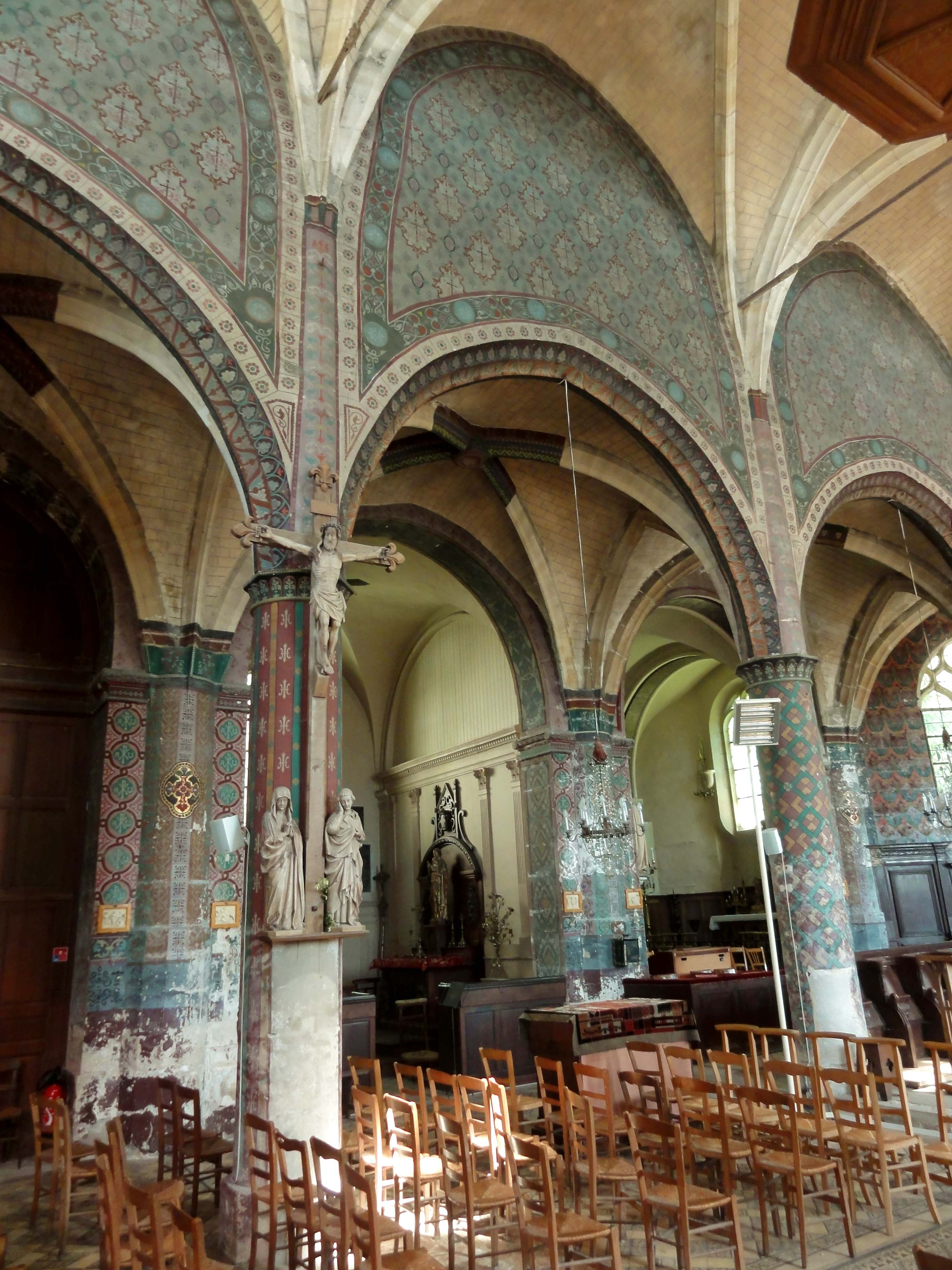
2e travée, élévation nord.
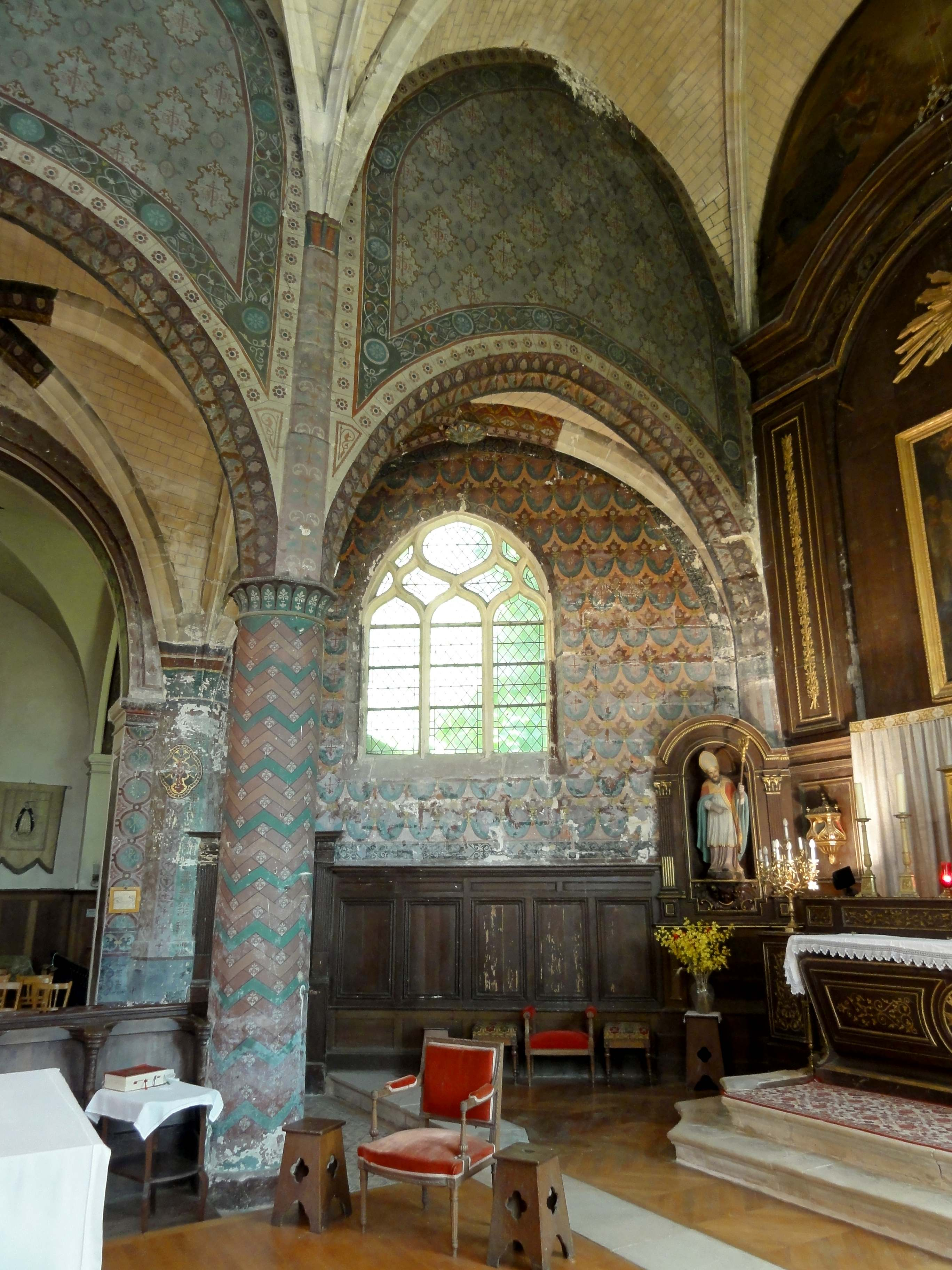
5e travée, élévation nord.
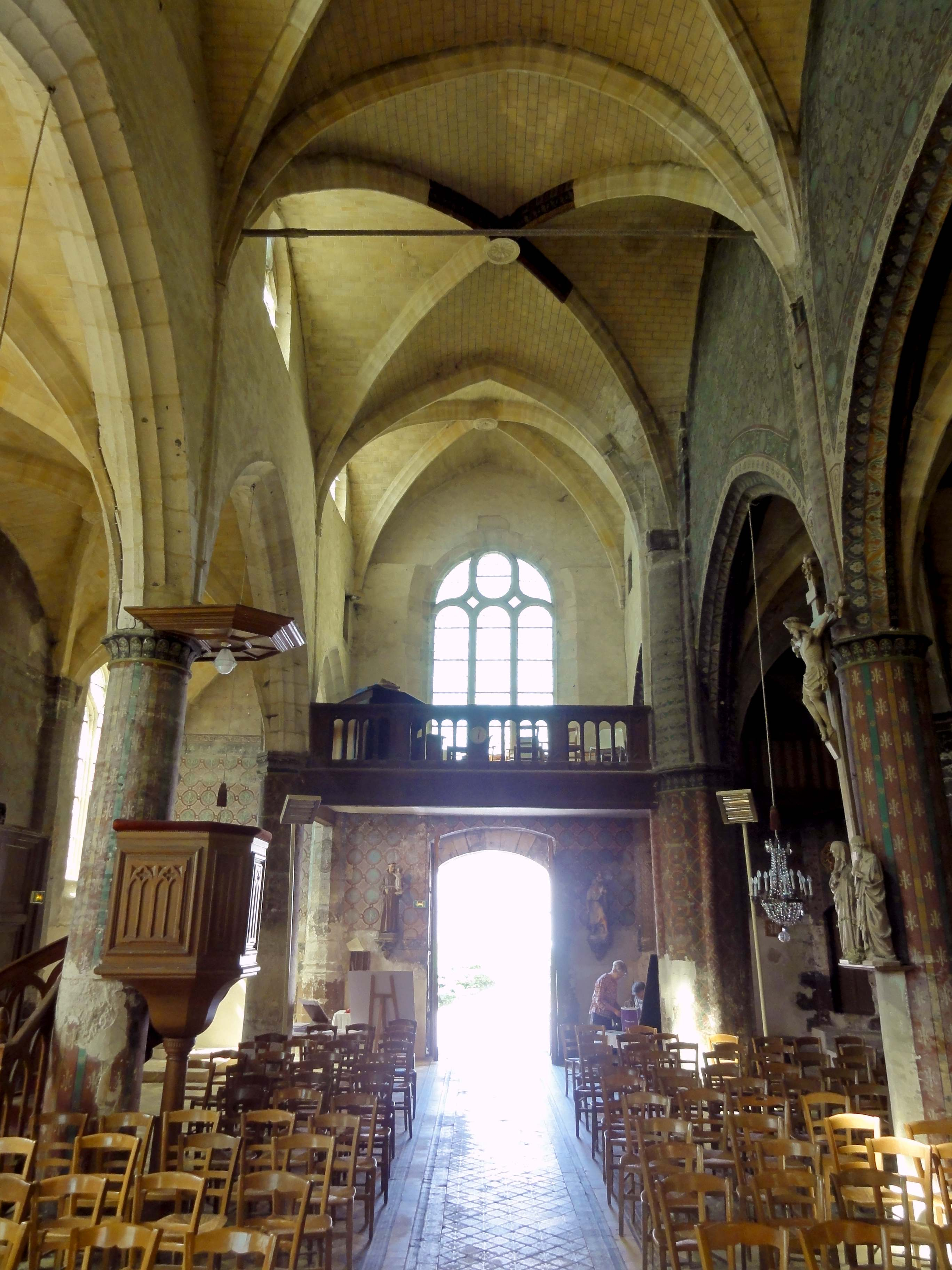
Vue vers l'ouest.
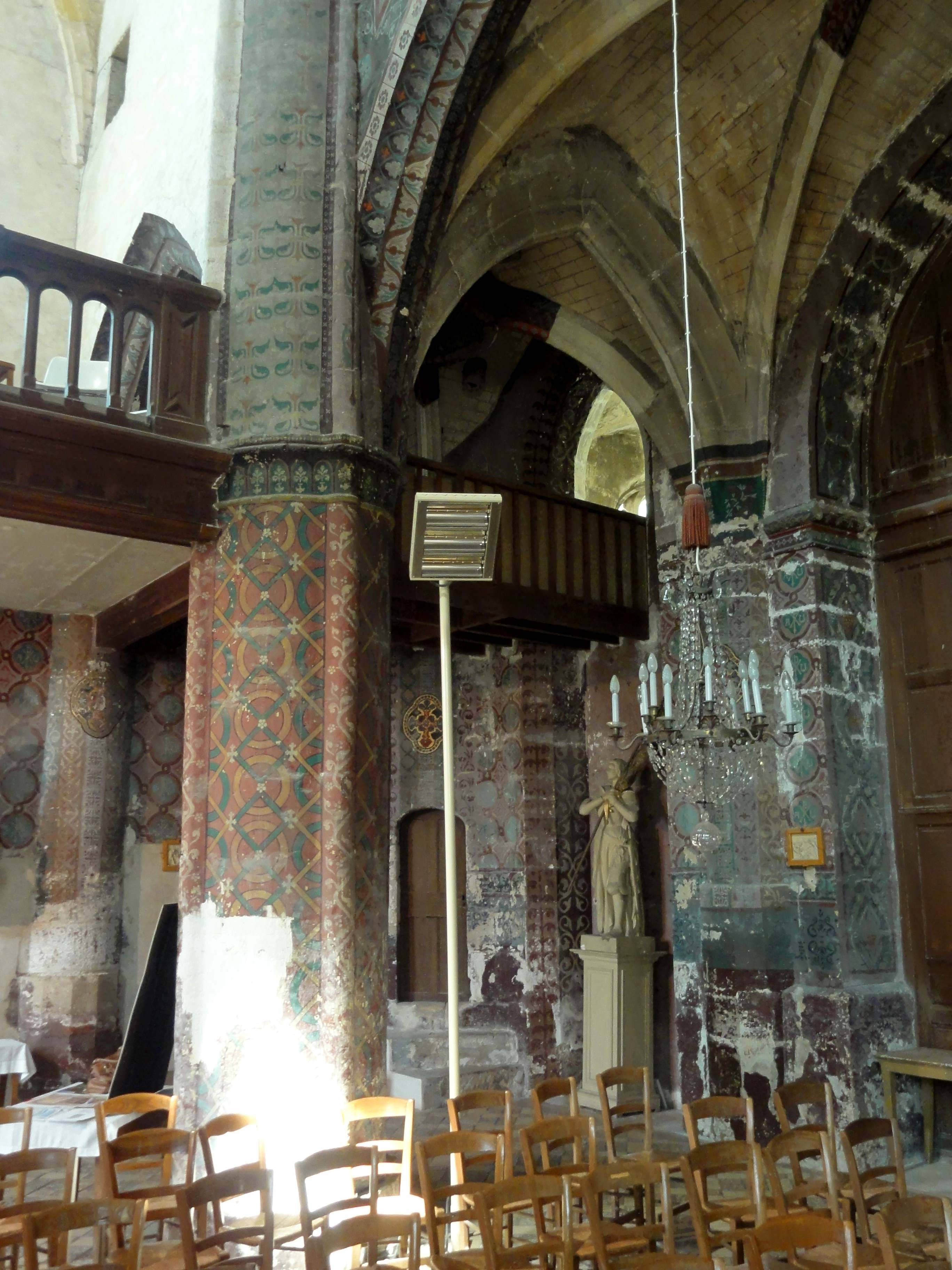
Base du clocher.
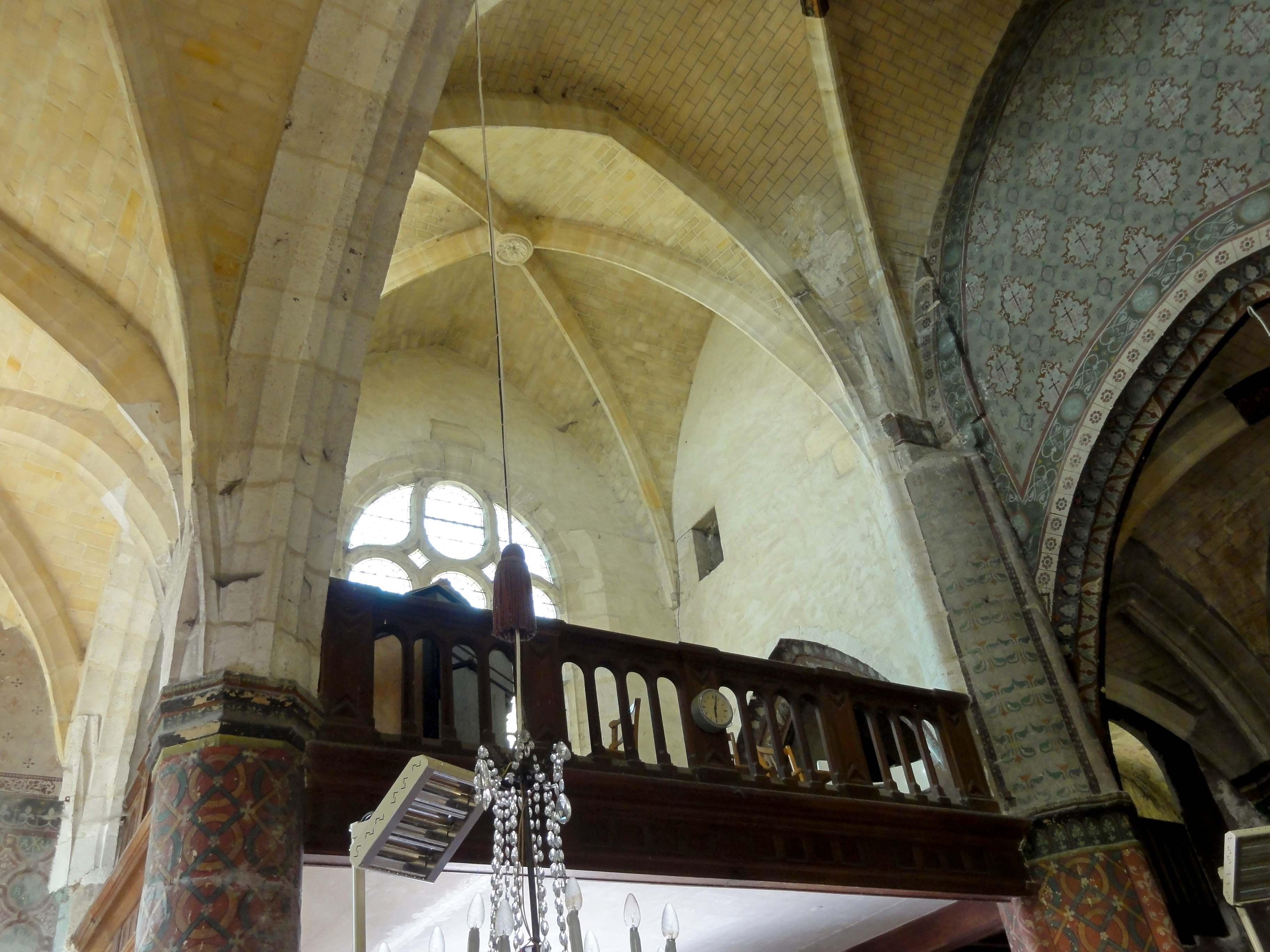
Tribune occidentale.

### Bas-côtés et chapelles

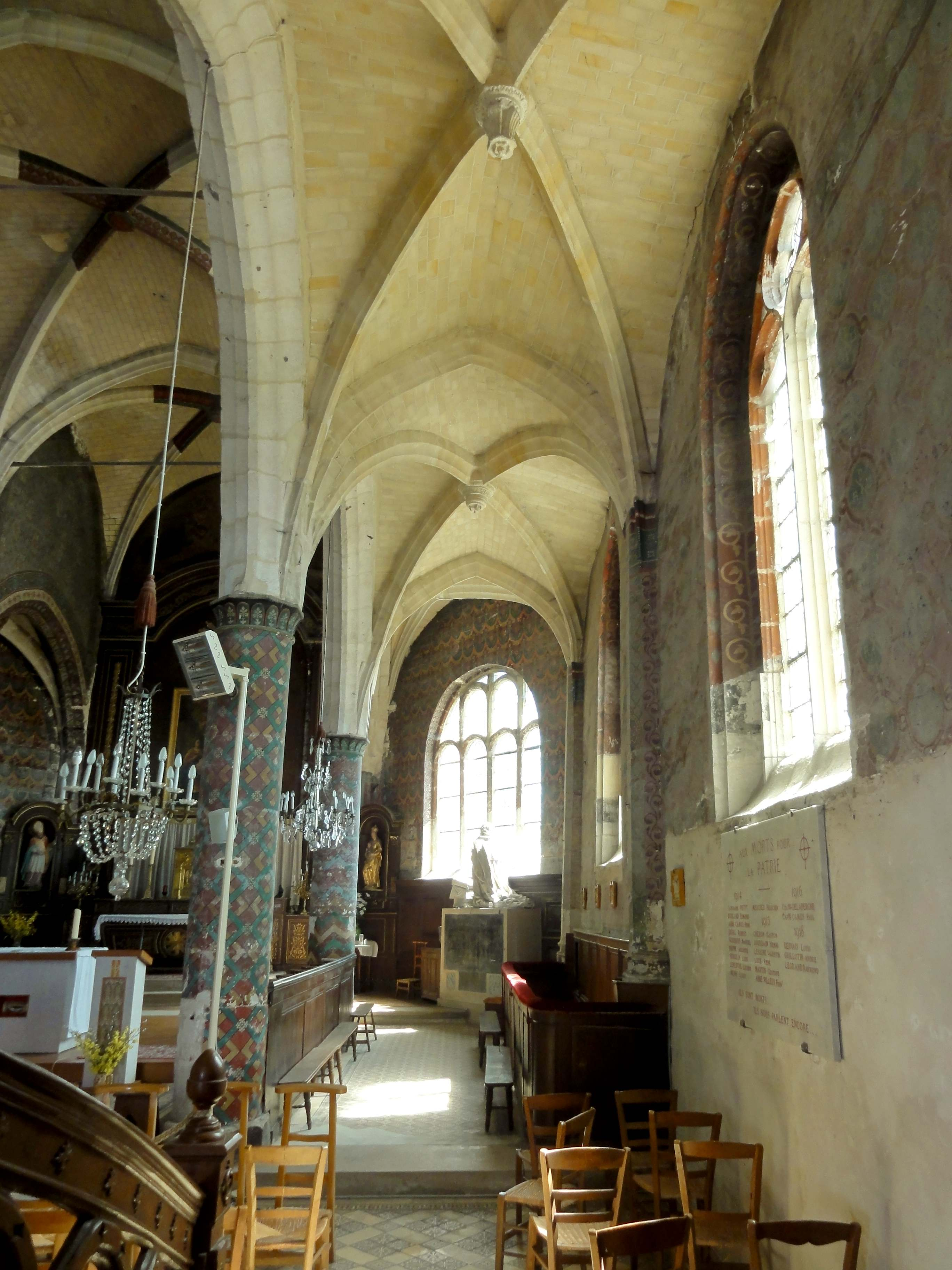
Bas-côté sud, vue vers l'est.

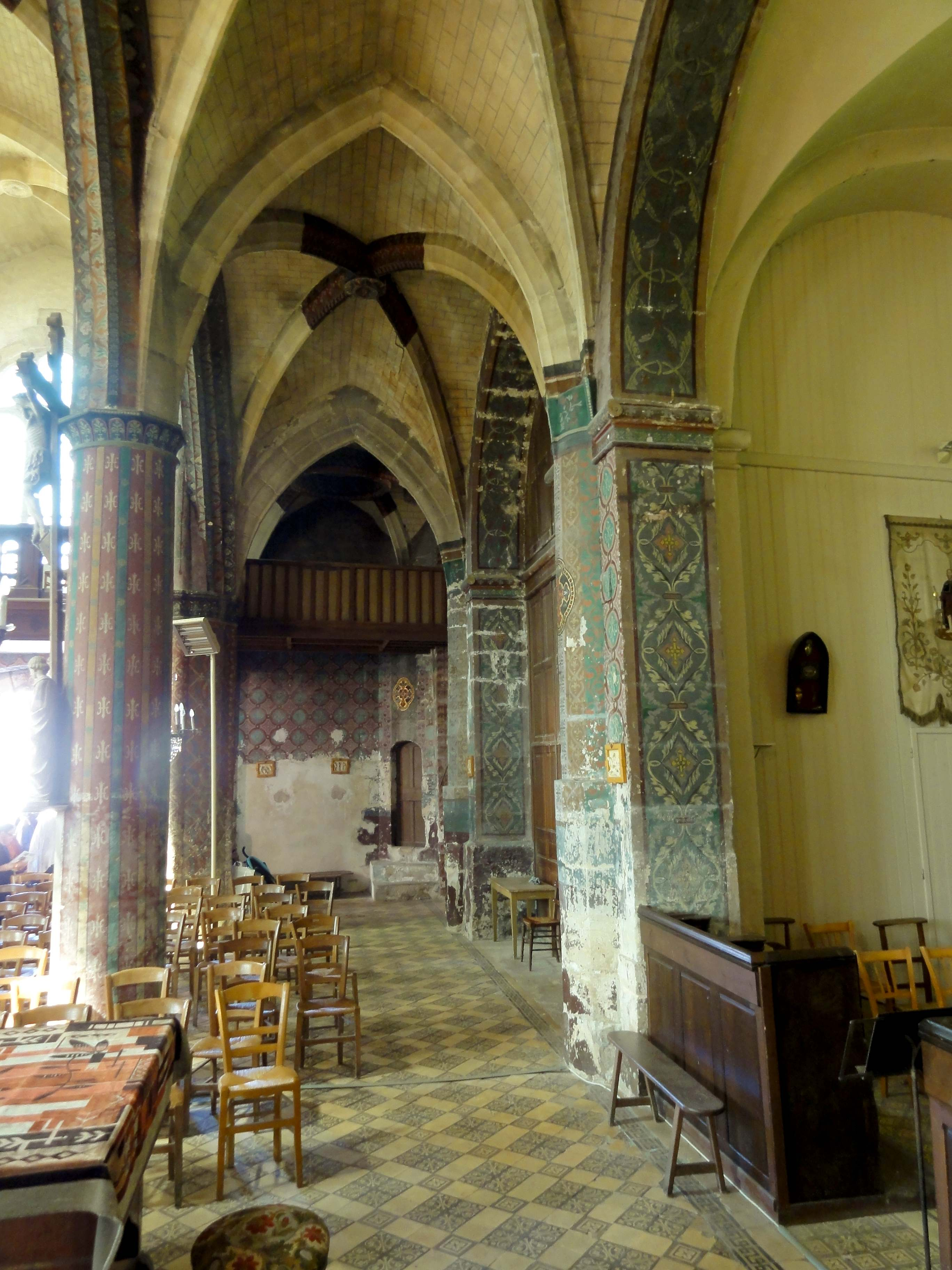
Bas-côté nord, vue vers l'ouest.

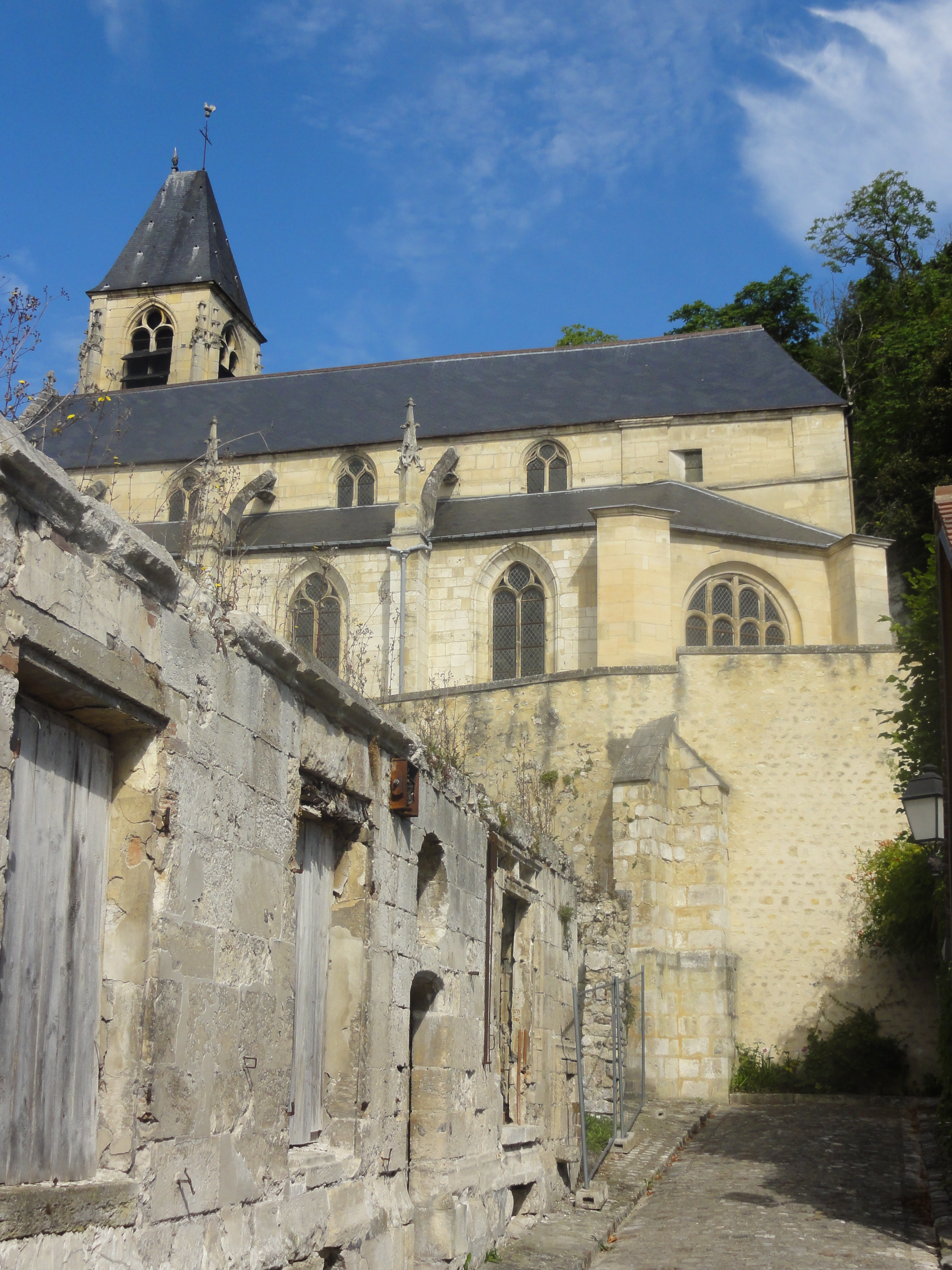
Vue depuis le sud.

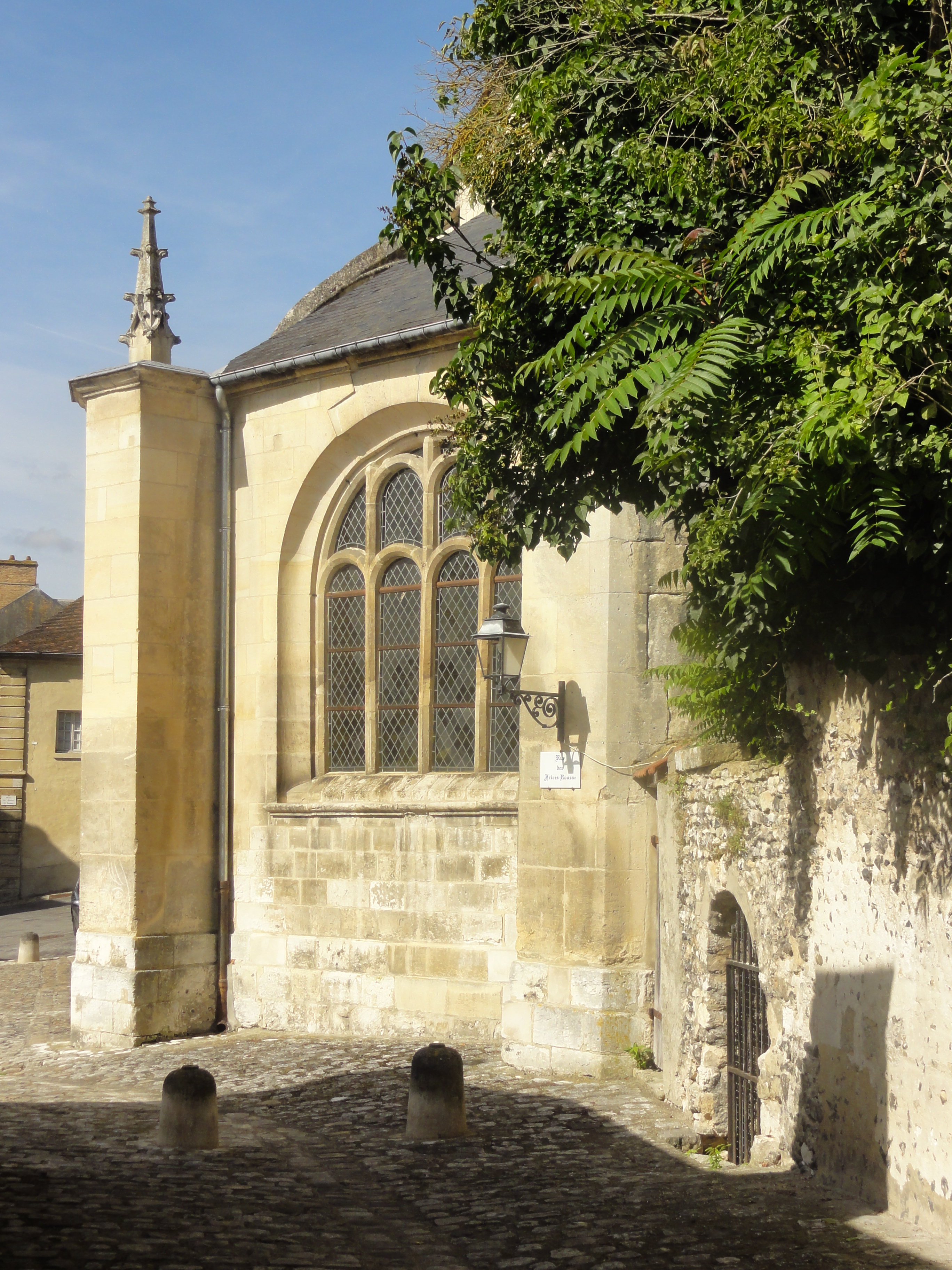
Chevet du bas-côté sud.

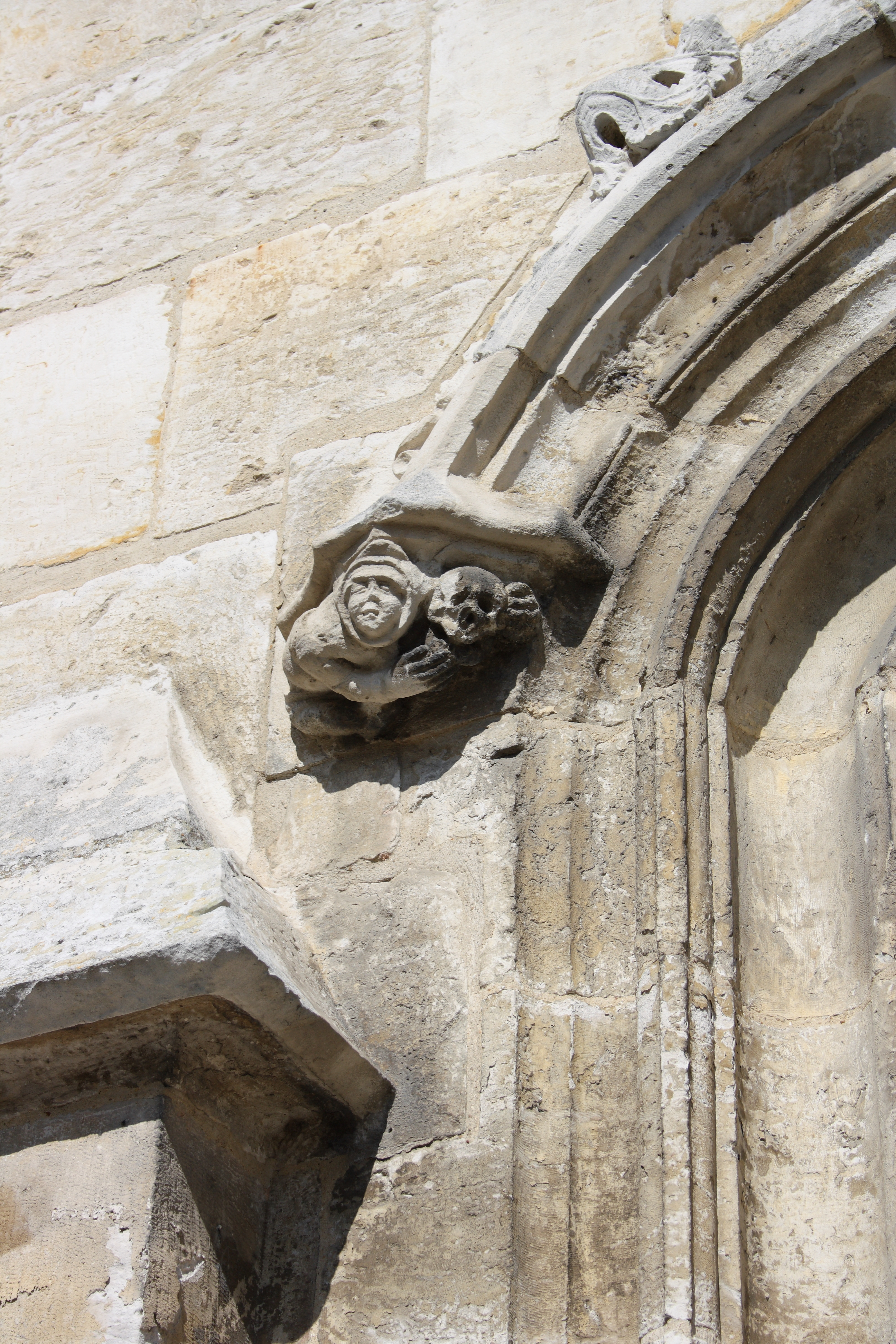
Archivolte du portail latéral.

Les bas-côtés sont étroits et servent principalement de couloirs de dégagement. Leurs doubleaux affectent un tracé aigu, qui résulte directement de l'étroitesse de ces deux vaisseaux. Avec les ogives, ils retombent sur des pilastres nus aux arêtes abattues au sud, et sur des demi-piliers engagés dans le mur au nord. La modénature ne présente pas de différence notable avec la nef, mais les clés de voûte du bas-côté sud sont pendantes, et sculptées de motifs caractéristiques de la Renaissance. Cette partie de l'église est donc plus tardive que le reste, de même que la baie occidentale de la nef, déjà mentionnée, et la baie au chevet du bas-côté sud, qui est également en plein cintre. Plus large que les autres fenêtres, elle possède un remplage à quatre formes en plein cintre, dont celles au milieu sont surmontées d'une deuxième forme en plein cintre plus courte. Les pourtours de ces fenêtres ne sont pas moulurés, alors que les baies latérales du bas-côté sud sont entourées d'une gorge. Leur remplage correspond aux fenêtres hautes de la nef, ce qui souligne encore la grande homogénéité de l'édifice, en dépit de la longue interruption du chantier. Le réseau de la fenêtre en arc brisé au chevet du bas-côté sud en est dérivé, mais il est à trois lancettes, qui sont surmontées de deux soufflets dissymétriques et d'un grand soufflet au sommet, flanqués de deux petites mouchettes de chaque côté. Le bas-côté nord ne comporte pas de fenêtres latérales, puisque son mur gouttereau a été percé d'arcades ouvrant sur les chapelles. Aucun des deux bas-côtés n'est pourvu d'une fenêtre côté ouest. La première travée du bas-côté nord, qui sert de base au clocher, est particulière : la cage d'escalier du clocher empiète sur son angle sud-ouest, et l'arcade bouchée vers la première chapelle latérale forme une niche qui accueille une statue de sainte Jeanne d'Arc. La première travée du bas-côté sud est la chapelle des fonts baptismaux ; l'ancienne grille de communion en fer forgé y est déposé. Contrairement à l'usage général, les extrémités orientales des bas-côtés ne sont pas aménagées comme chapelles, et n'abritent pas d'autels. Il est vrai que le plan triangulaire de ces travées ne s'y prête pas.
Les deux premières chapelles communiquent entre elles par un doubleau, tandis que les deux autres sont séparées des chapelles voisines par des cloisons en matériaux légers, vraisemblablement postérieurs à la construction. Bernard Duhamel considère les chapelles comme constructions du XVIIIe siècle, ce qui n'est pas entièrement vrai, car leurs fenêtres latérales présentent le même réseau que les fenêtres latérales de la nef et du bas-côté sud, et indiquent la période flamboyante. Les doubleaux vers le bas-côté nord ont en tout cas été refaits : ce sont de larges arcades en plein cintre, qui retombent sur des pilastres munis de chapiteaux dérivés de l'ordre ionique. Les doubleaux à l'intersection entre deux chapelles sont analogues. De même, les chapelles ont été voûtées d'arêtes, sans piliers ni formerets. Lors des restaurations du XVIIIe siècle et de la première moitié du XIXe siècle, des voûtes d'ogives ont parfois été remplacées par des voûtes d'arêtes, conformes aux préceptes de l'architecture classique : les églises et la Saint-Rieul de Louvres, de Presles et de Saint-Prix en fournissent des exemples. L'intérêt architectural et artistique des chapelles est bien limité. Celle de la troisième travée est dédiée à saint Joseph. Son mur oriental est décoré de quatre pilastres corinthiens supportant un entablement avec corniche à denticules. La chapelle de la quatrième travée est dédiée au Sacré-Cœur de Jésus-Christ. Elle se signale par une abside de très faible profondeur, qui est à pans coupés, et s'ouvre par un doubleau analogue aux autres. La fenêtre d'axe de l'abside possède un remplage Renaissance standard, avec deux formes en plein cintre surmontées d'un oculus.

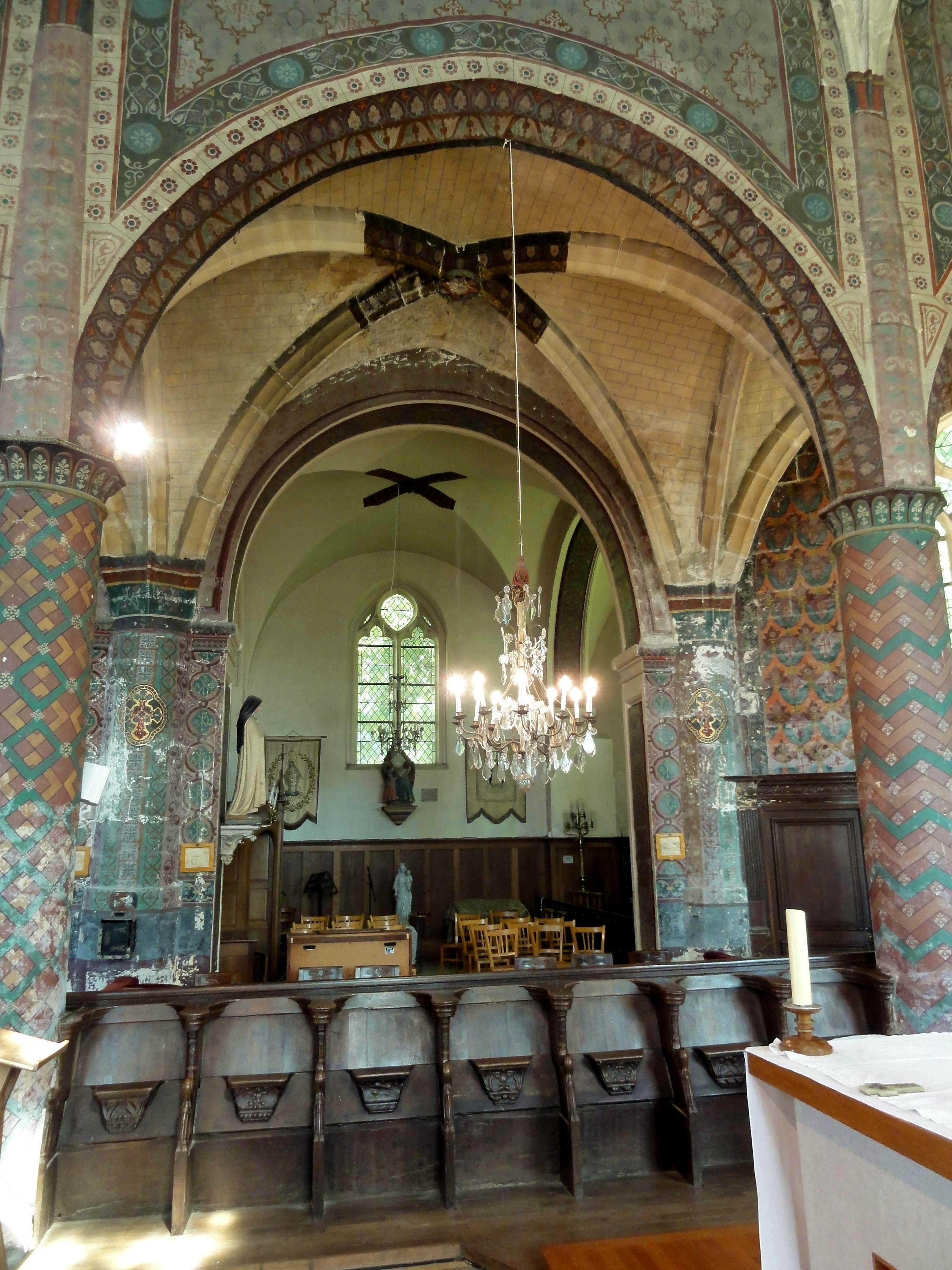
Vue par la 4e grande arcade du nord.
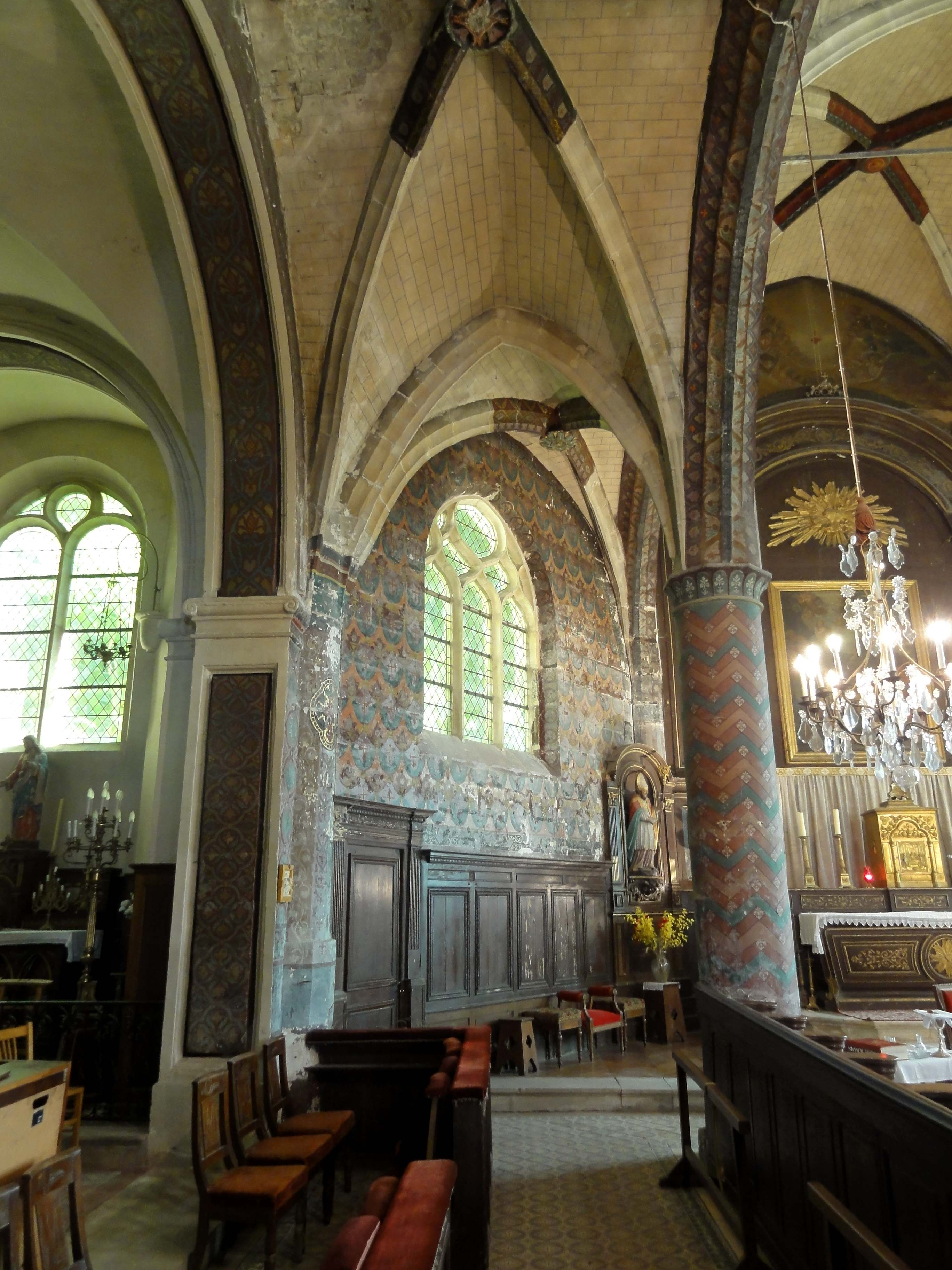
Bas-côté nord, chevet.
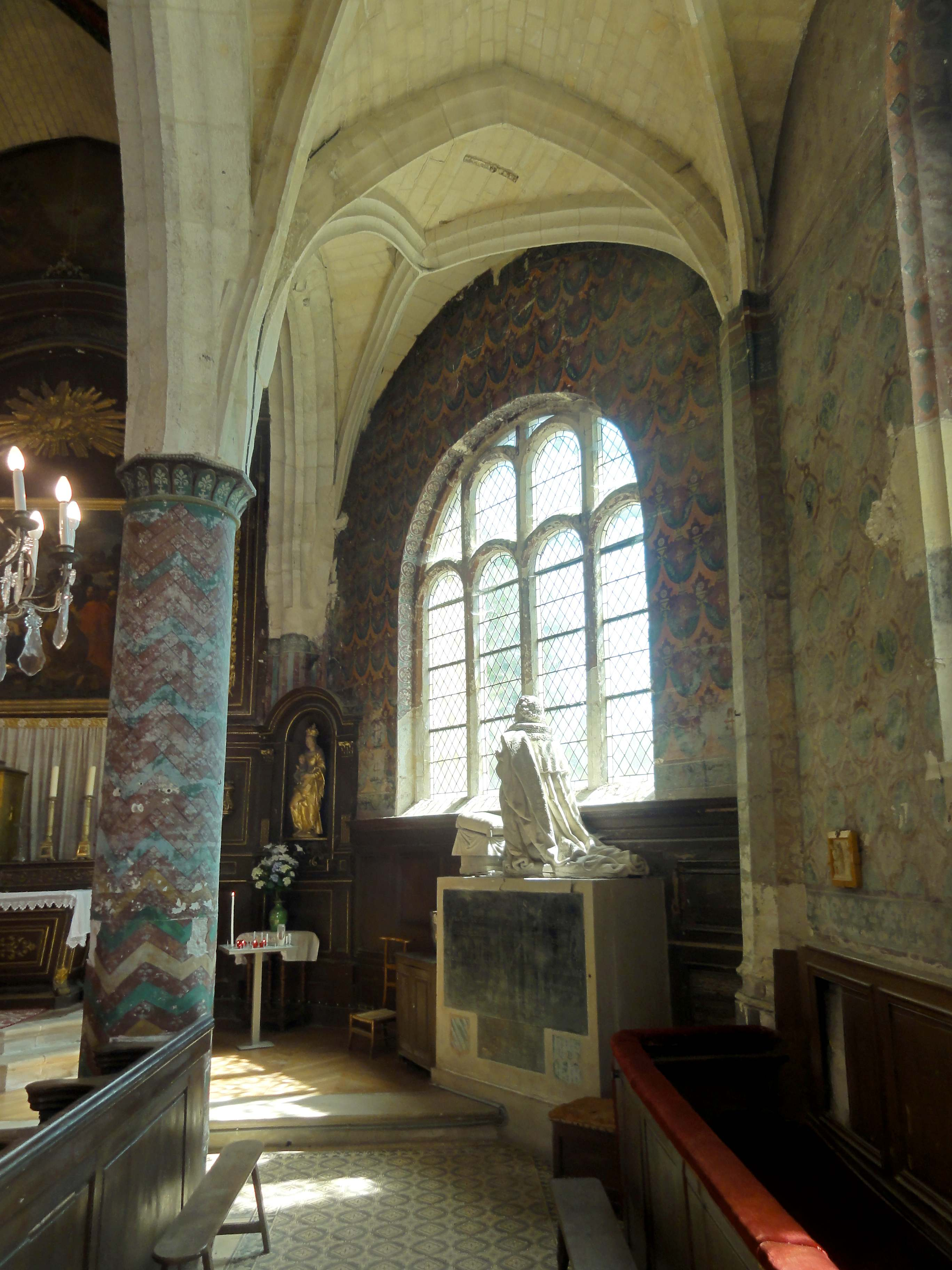
Bas-côté sud, chevet.
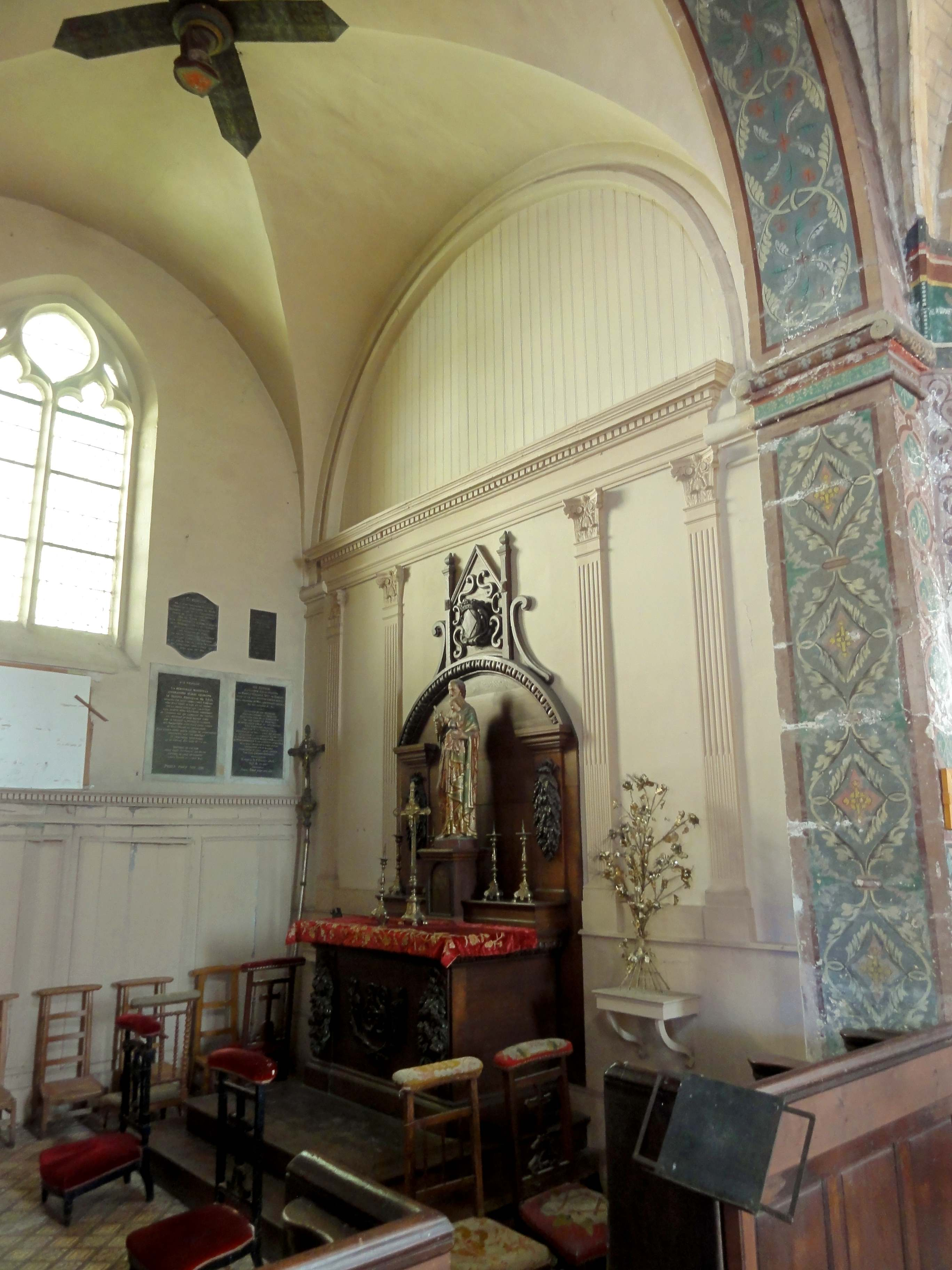
Chapelle Saint-Joseph.
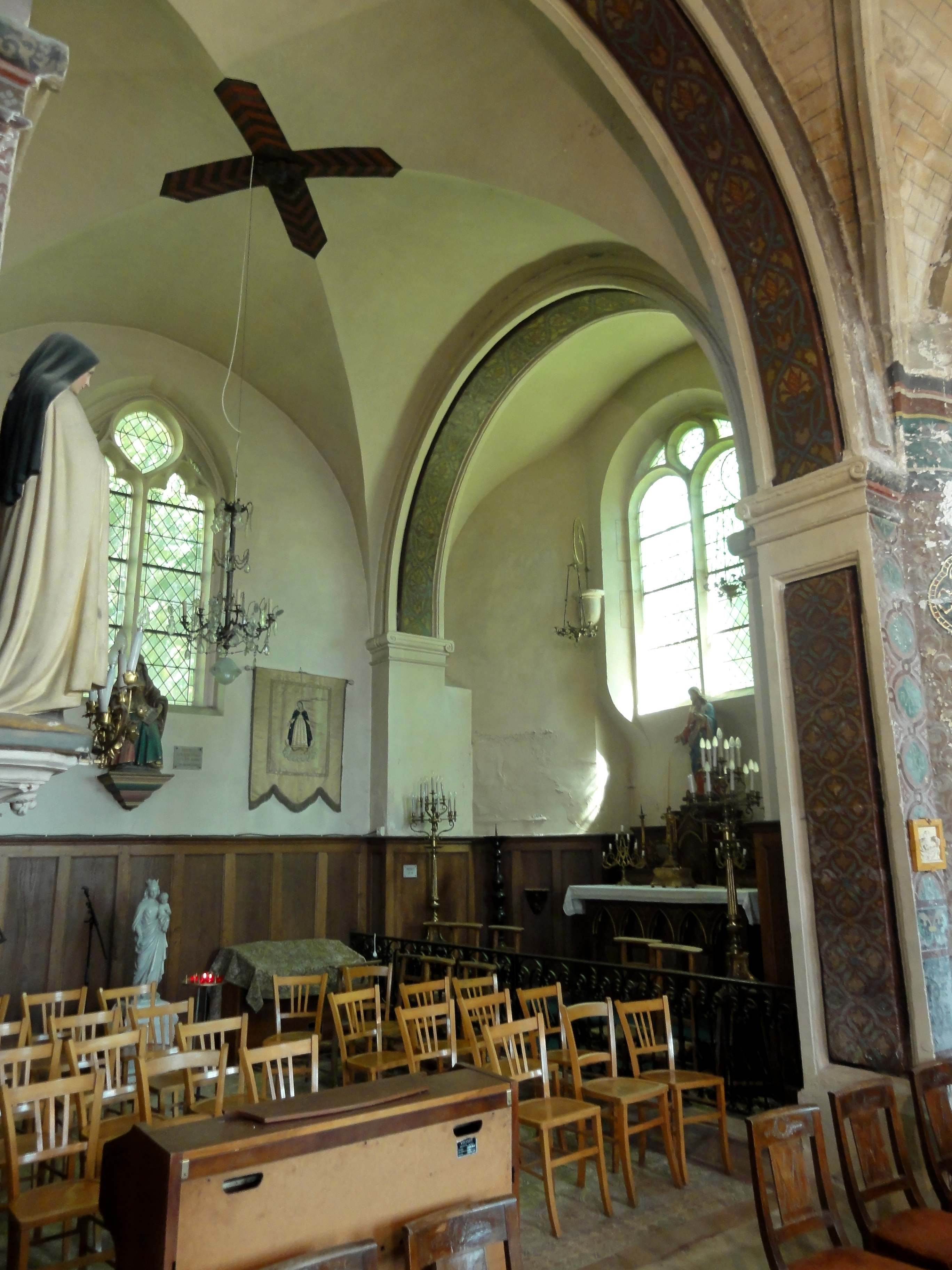
Chapelle du Sacré-Cœur.
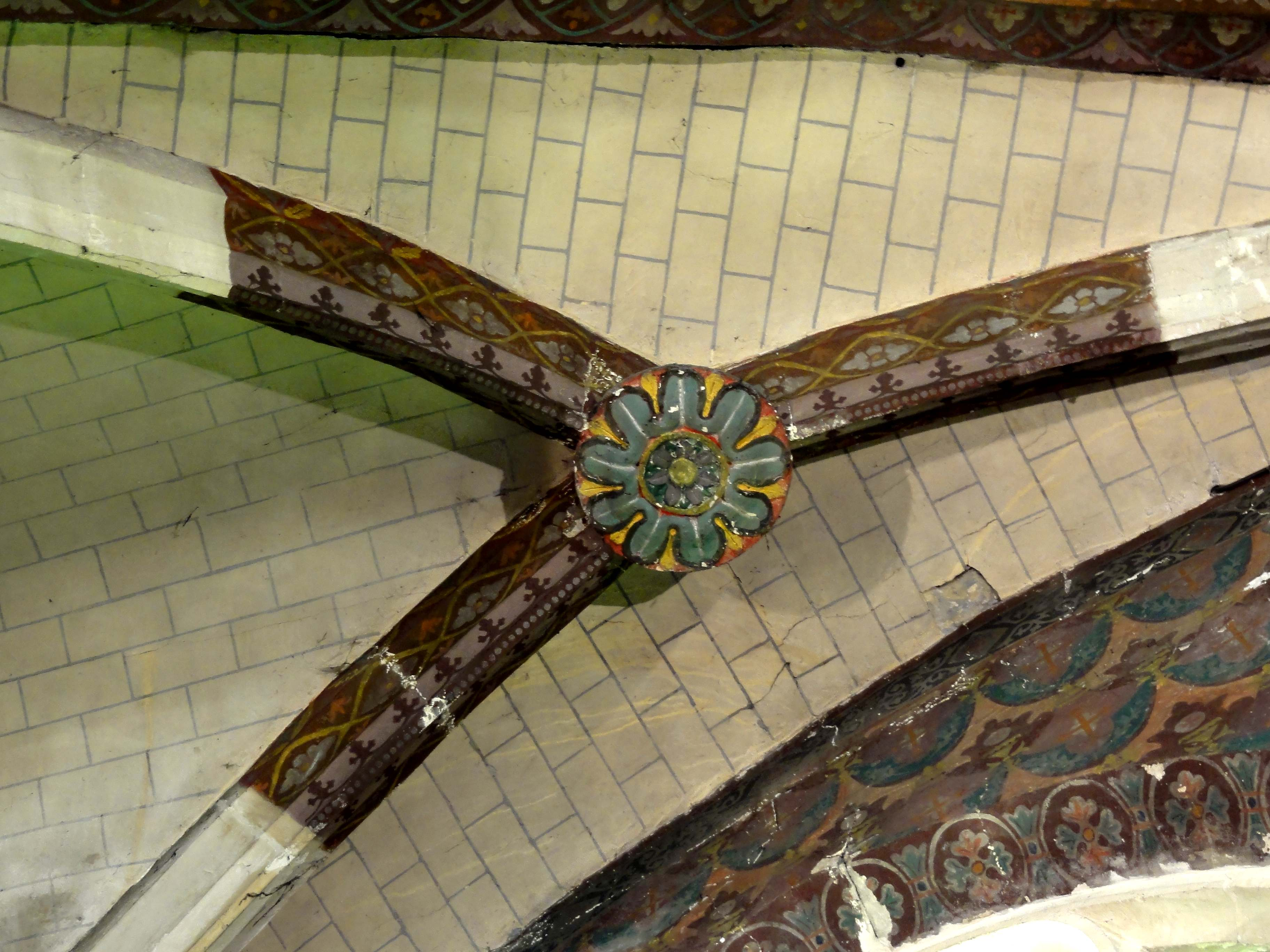
Clé de voûte de la 5e travée du nord.

### Extérieur
Toute l'église est soigneusement appareillée en pierre de taille, mais l'architecture est d'une grande simplicité. La teinte de la pierre est plus blanche jusqu'à mi-hauteur de la nef environ ; au-delà, elle tire davantage vers l'ocre. Ici se situe peut-être la limite entre les campagnes de construction du début du XVe siècle et du second quart du XVIe siècle. La façade occidentale se compose de quatre sections, dont celle à gauche du clocher correspond à la première chapelle, et est cachée par des arbres. Le toit en pavillon est couvert d'ardoise, et muni d'une lucarne donnant accès aux combles. Le clocher est aveugle jusqu'à l'étage de beffroi, à l'exception d'une étroite fente dans le mur occidental de l'étage en dessous. Chaque angle est épaulé par deux contreforts orthogonaux, qui sont scandés par un larmier à mi-hauteur de la nef, où s'arrête déjà la cage d'escalier qui flanque l'angle nord-ouest, et par deux bandeaux moulurés saillants qui vont tout autour à la limite inférieure et supérieure de l'avant-dernier étage. Au niveau de l'étage de beffroi, les contreforts se retraitent, et des pinacles sont plaqués devant. Leur partie inférieure présente un angle saillant, dont les deux pans se terminent par une coquille Saint-Jacques, motif fréquent à la Renaissance. La partie supérieure des pinacles est garnie de crochets encore tout à fait gothiques. Chaque face de l'étage de beffroi est ajourée d'une unique baie en arc brisé, dont le remplage Renaissance standard rappelle la fenêtre orientale de la chapelle du Sacré-Cœur. La plupart des clochers du Vexin ont des baies gémelées.
La partie centrale de la façade, correspondant à la nef, présente trois niveaux d'élévation. Le premier comporte le portail occidental, qui est en anse de panier et entouré de multiples moulures, dans le goût flamboyant, munis de bases ébauchées. Au-dessus du portail, l'appareil montre des traces de reprises. Le second niveau d'élévation comporte la grande fenêtre occidentale. Aucun élément de scansion ne sépare ces deux premiers niveaux, tandis qu'un larmier simple marque le début du pignon. Celui-ci est percé d'un quatre-feuilles profondément enfoncé dans le mur, et sommé d'une simple croix en antéfixe. Ses rampants, ainsi que celui du toit en appentis du bas-côté sud, sont profilés d'un renflement, et plus pentus que les toitures. De cette façon, rien ne permet de soupçonner l'existence de fenêtres hautes du côté sud en regardant la façade, car l'intervalle entre le pignon de la nef et le sommet du demi-pignon du bas-côté paraît trop court. Un contrefort amorti par un glacis formant larmier flanque la façade à l'intersection entre nef et bas-côté sud. À mi-hauteur, il est scandé par un larmier, différent de celui que possède le clocher au même niveau. Le mur occidental du bas-côté sud est aveugle.
Pour venir à l'élévation méridionale, elle est caractérisée par les fenêtres flamboyantes à deux lancettes déjà décrites ; par des arcs-boutants à simple volée assez minces et sans chéneau ; et par des pinacles qui couronnent les culées des arcs-boutants, établis dans le prolongement des contreforts. Ces pinacles affichent des arcatures trilobées au même emplacement que leurs homologues du clocher arborent des coquilles Saint-Jacques. L'ornementation se limite pratiquement à ces pinacles. L'on note encore que les arcs-boutants font défaut entre la quatrième et la cinquième travée, et à la fin de la cinquième travée. À leur place, l'on trouve des pilastres, qui devraient témoigner d'une réparation au XVIIIe siècle. Il n'y a par ailleurs pas trace d'une fenêtre au niveau de la cinquième travée. Les contreforts du bas-côté sont strictement verticaux et de plan rectangulaire, sauf de part et d'autre du mur oblique de la dernière travée du bas-côté sud, où l'on trouve de puissants massifs de maçonnerie sur plan polygonal. Deux contreforts orthogonaux flanquent l'angle sud-ouest. Les deux contreforts suivants sont scandés d'un larmier simple à mi-hauteur. Quant au portail latéral sud, il est presque identique au portail occidental, mais mieux conservé, et partiellement restauré : son archivolte est garnie de feuillages, et retombe à gauche sur le buste d'un moine tenant un crâne. Au-dessus du portail, l'on voit l'arrachement d'une accolade, qui devait aussi exister à l'ouest. Bien que la hauteur du mur le permettrait, il n'y a pas de fenêtre au-dessus. Globalement, l'église Saint-Samson apparaît comme une église construite à l'économique, sans renoncer pour autant à une hauteur importante, des murs solides et un minimum de décoration.

## Mobilier

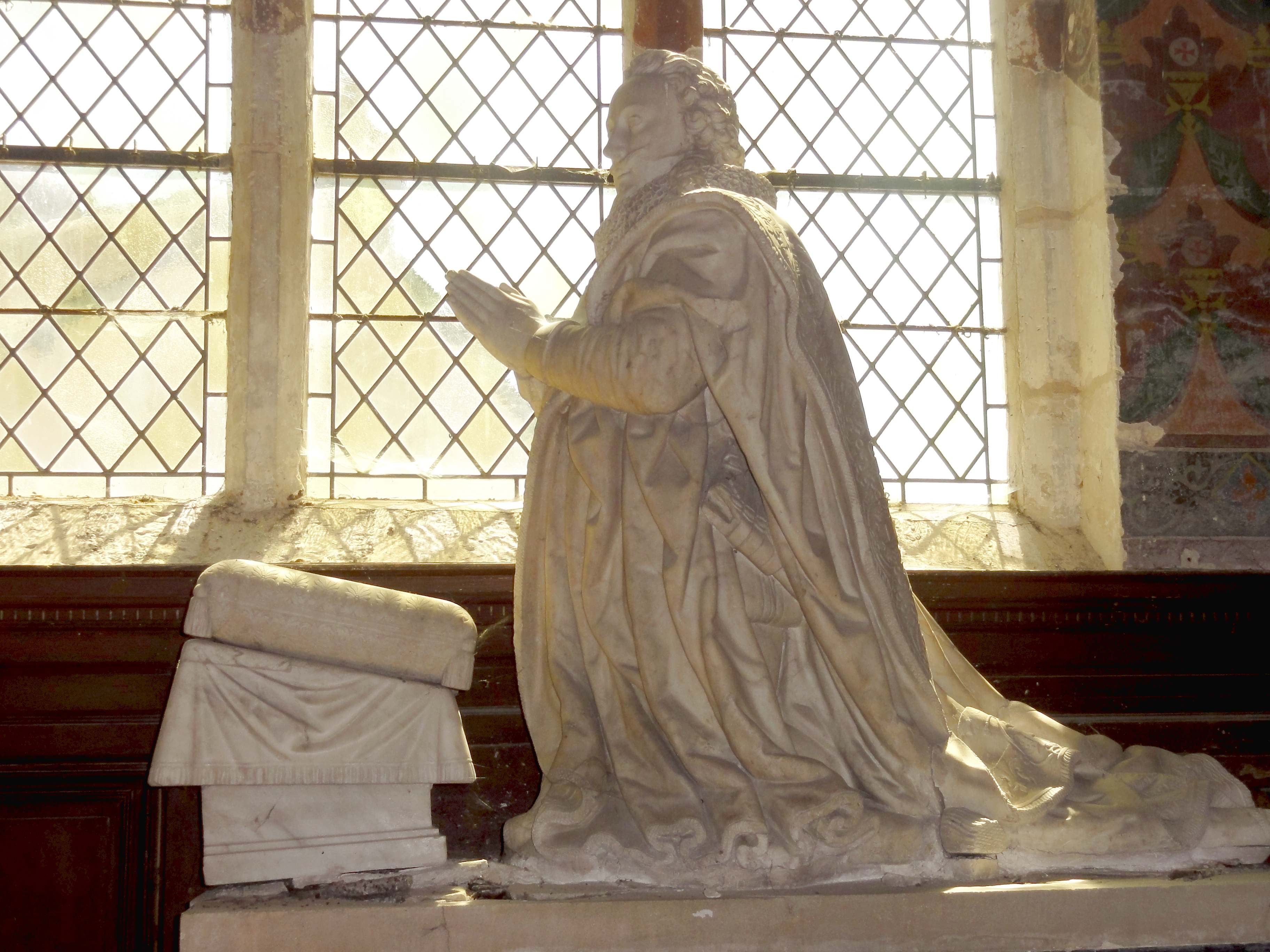
Orant de François de Silly.

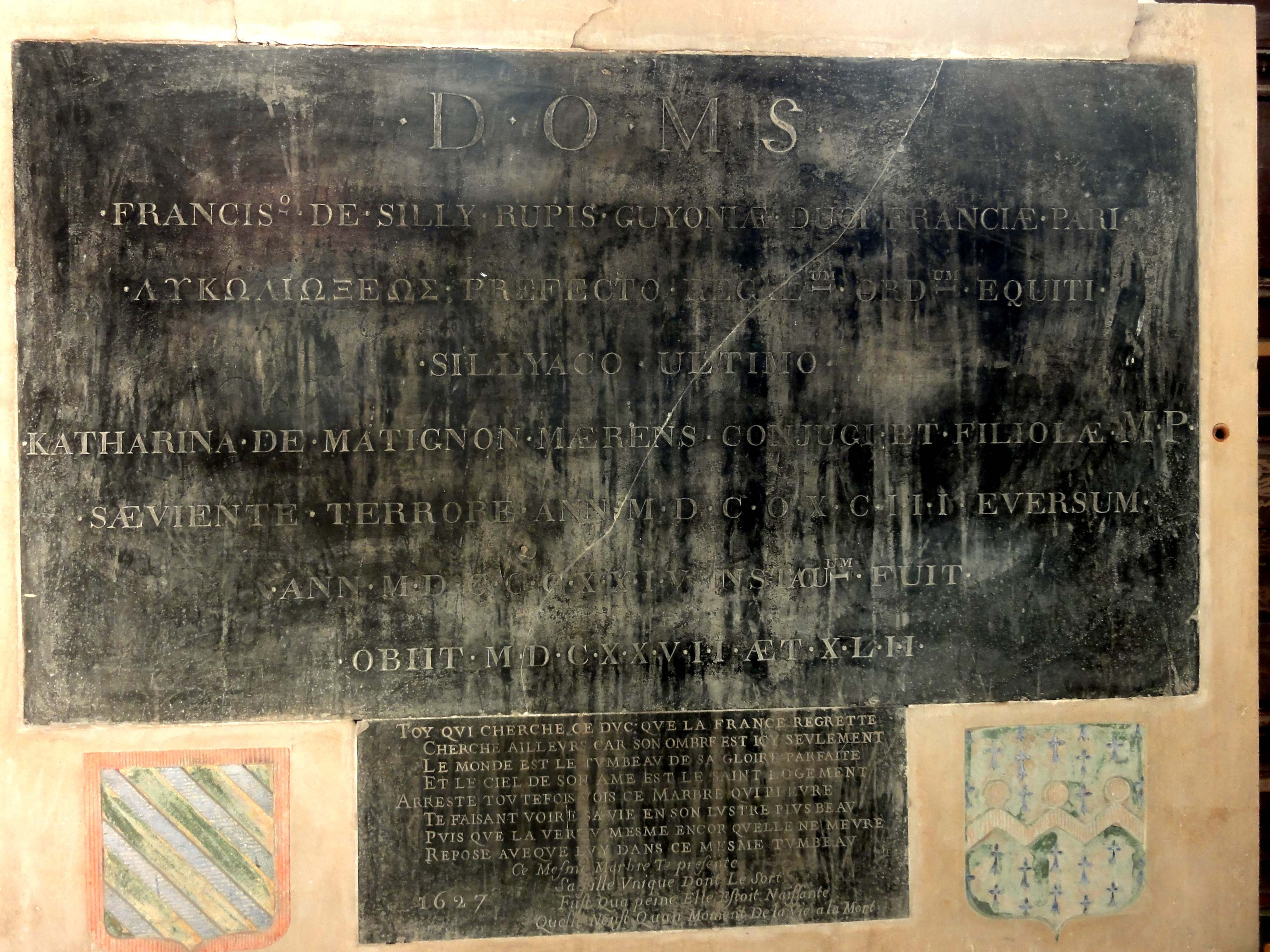
Plaque funéraire et épitaphe.

Parmi le mobilier de l'église, trois éléments sont classés monument historique au titre objet, à savoir les vantaux du portail occidental, un tableau peint à l'huile sur toile et une stèle funéraire.
- Les deux vantaux du portail principal sont en bois taillé, et datent du premier quart du XVIe siècle. Leurs dimensions n'ont pas été prises. Ils sont assemblés de douze panneaux d'arabesques de l'époque de François Ier. Le classement remonte à 1905[7].
- Le tableau peint à l'huile sur toile représentant l'Adoration des Mages mesure 210 cm de hauteur pour 170 cm de largeur, et est signé Giovanni Odazzi. Considérée comme une œuvre du milieu du XVIIe siècle, il peut aujourd'hui être daté de la limite XVIIe / XVIIIe siècle. Il a été offert (ou rendu) à l'église par Mme la princesse de Léon, princesse de Rohan-Chabot, en 1803. Son classement est intervenu en 1996[8].
- Le monument funéraire de François de Silly, seigneur de la Roche-Guyon et grand louvetier de France mort au cours du siège de La Rochelle, en 1628, fut élevé nettement plus tard, en 1637, par sa veuve, Catherine de Matiques. Il comportait initialement un orant, qui était identique à celui de Martin du Bellay, réalisée à Gizeux par Nicolas Guillain dit Cambrai. Comme particularité, le défunt y était représenté vêtu du manteau du Saint-Esprit. L'orant était agenouillé devant un prie-Dieu, sur lequel était placé un jeune enfant en maillot, fille du duc, morte en bas âge. Initialement le monument était placé dans le prieuré de la Sainte-Trinité de La Roche-Guyon. En 1780, il fut transféré dans l'église paroissiale. Il fut démantelé à la Révolution française. L'orant de François de Silly fut transporté au Musée des monuments français d'Alexandre Lenoir, puis rendu à la commune après la dissolution de ce musée, en 1823. Ainsi, le monument était de nouveau complet, et a été classé en 1904. Cependant, la statue de l'enfant a été volée avant 1982, et le priant, bien que de taille humaine, aurait été volé en mars 1994 ; en 2015, il se trouve en place, monté sur un socle avec le prie-Dieu. Sa devanture arbore une plaque funéraire, qui mesure 170 cm de largeur pour 140 cm de hauteur, ainsi qu'une petite plaque avec une épitaphe supplémentaire, et deux blasons[9],[10].
- Un groupe de Calvaire provenant de l'ancienne poutre de gloire est accroché sur le second pilier au nord de la nef. Il se compose d'un grand Christ en croix, d'une Mater Dolorosa ou Vierge de douleur, et d'une statue de saint Jean. Ces sculptures sont en bois, et conservent une polychromie résiduelle. L'on remarque la sérénité de Marie, qui détourne le regard en joignant les mains pour la prière, et de Jean, apparemment plus affligé, comme le montrent ses mains, dont l'une appuie la tête, et l'autre foule la tunique. Le Christ se distingue par son visage long, les yeux clos, mais marqué encore par la souffrance. Son corps est maigre. L'anatomie des bras, du torse et des jambes est restitué avec un grand réalisme, tandis que les drapés sont traités avec simplicité. Trois extrémités du crucifix se terminent par des fleurs de lys. Les trois éléments subsistant de la poutre de gloire ne sont pas classés.
- Des rangées de sept stalles sont installées sous la quatrième grande arcade du nord et du sud. Leurs miséricordes sont sculptées, et toutes différentes. Leurs motifs sont essentiellement empruntés du règne végétal, à l'exception de quelques angelots ou génies, et indiquent la transition entre le style de la Renaissance, avec tantôt un rang d'oves, tantôt des cuirs découpés ou des rubans perforés. Ces stalles ne sont pas classées.

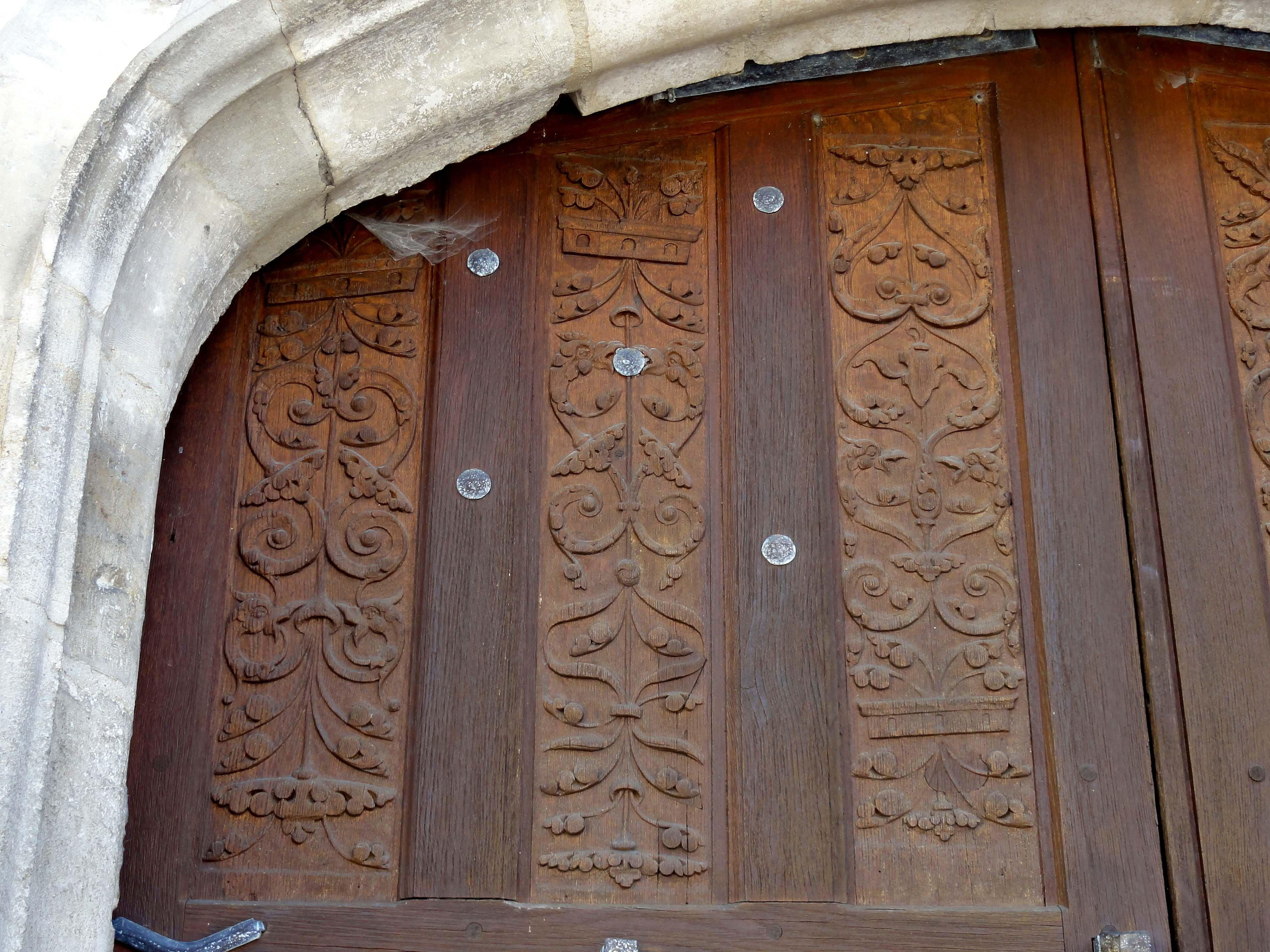
Vantail du portail, détail.
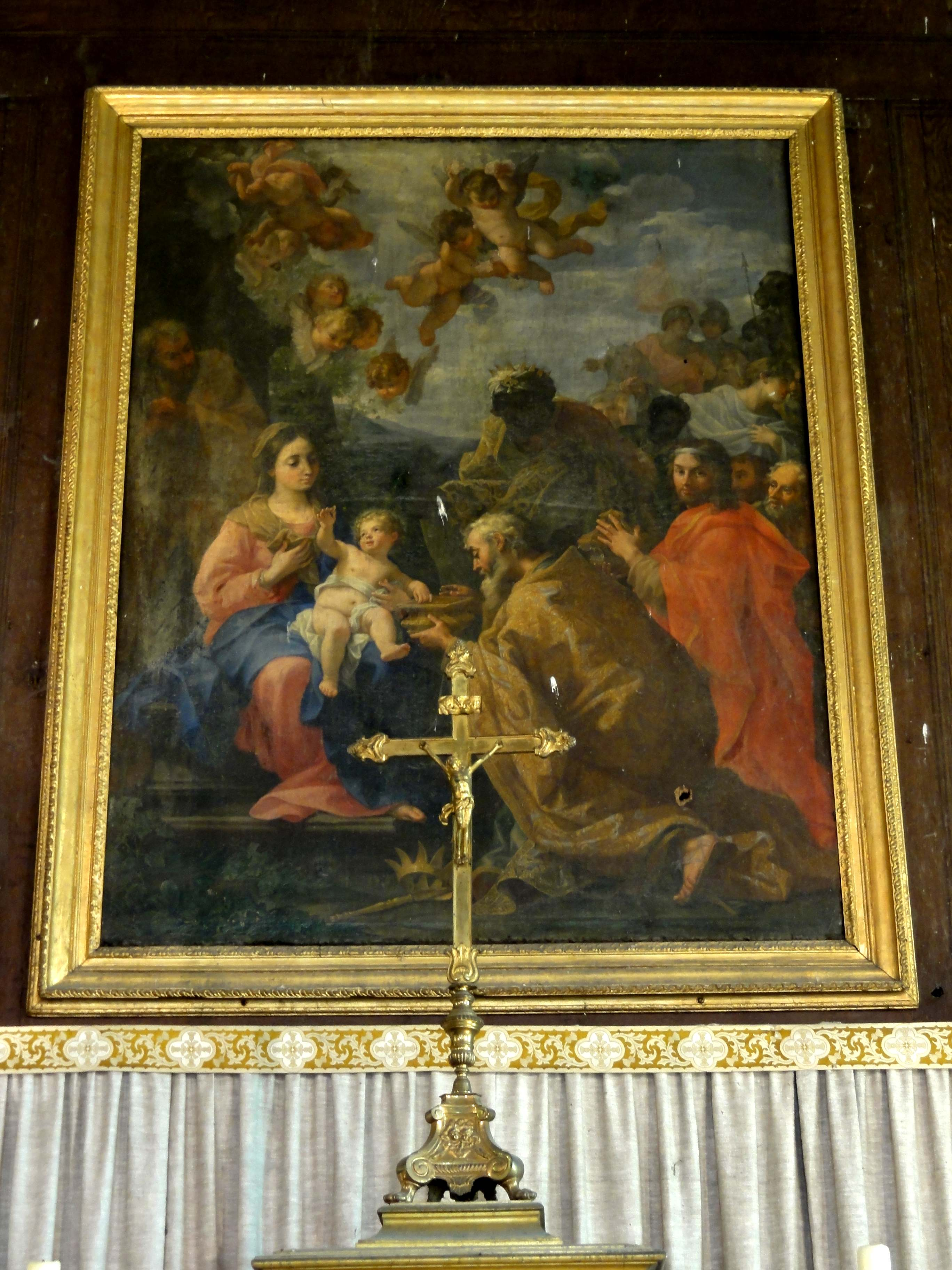
L'Adoration des Mages.
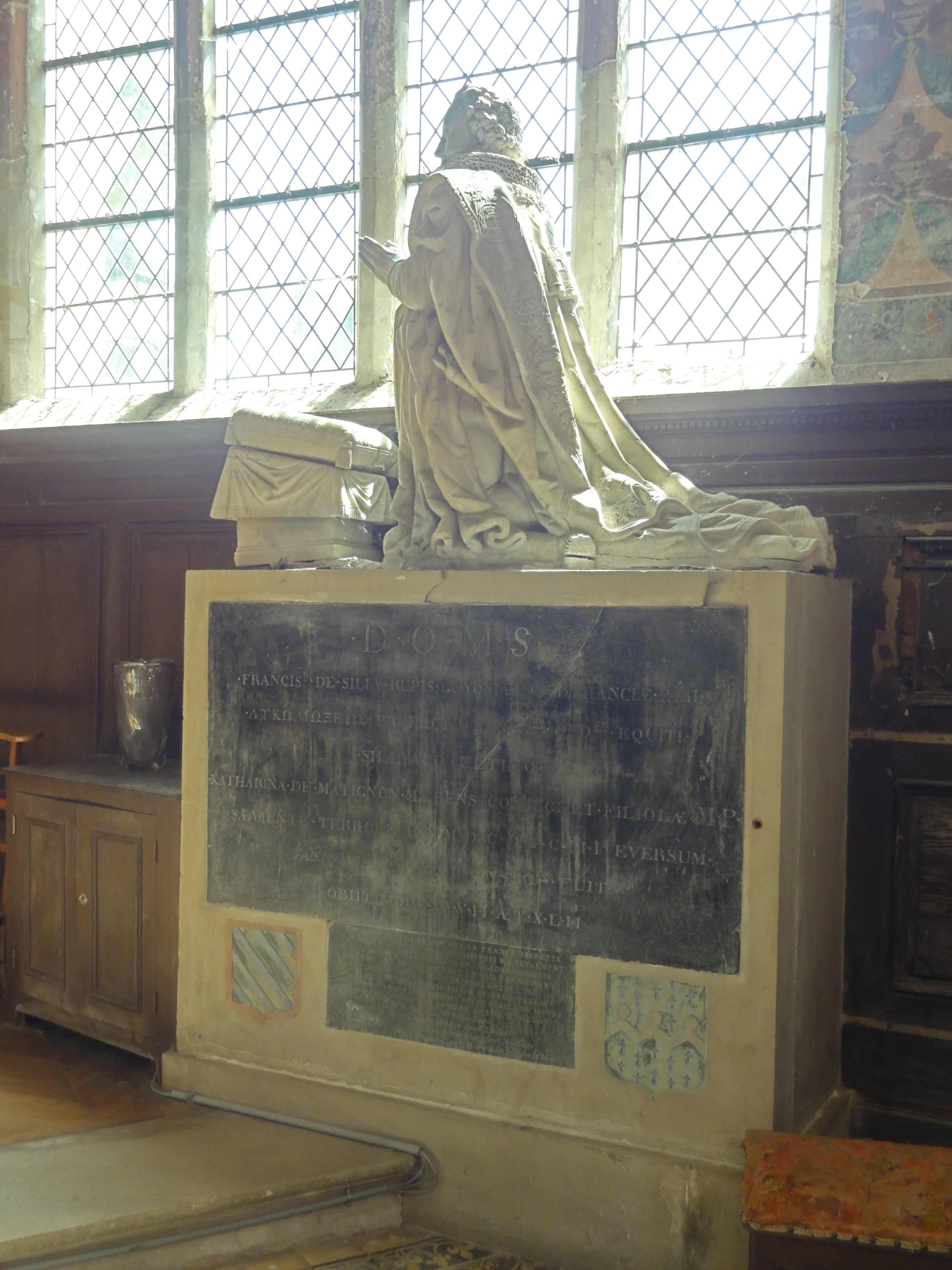
Monument funéraire.
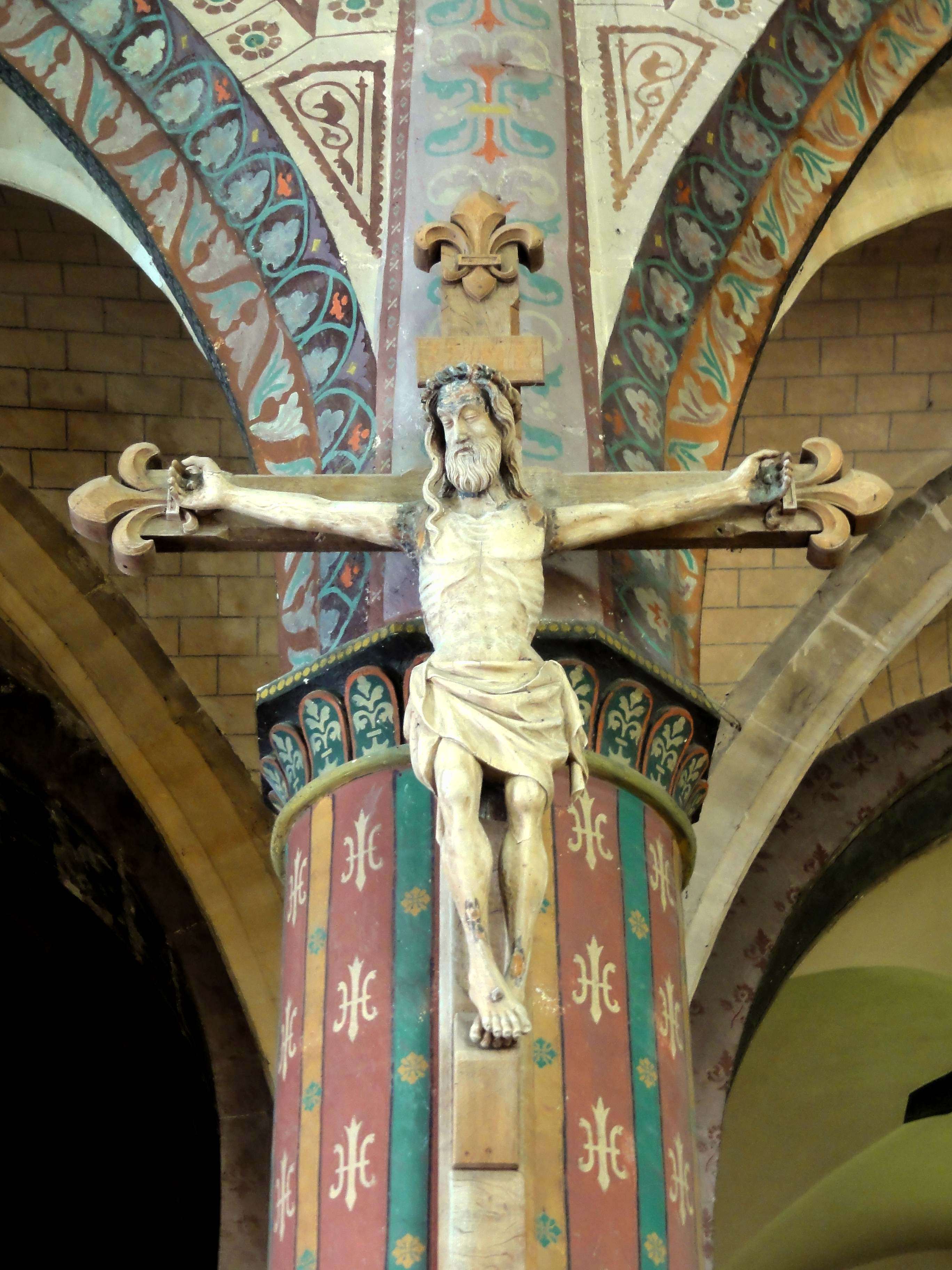
Christ en croix.
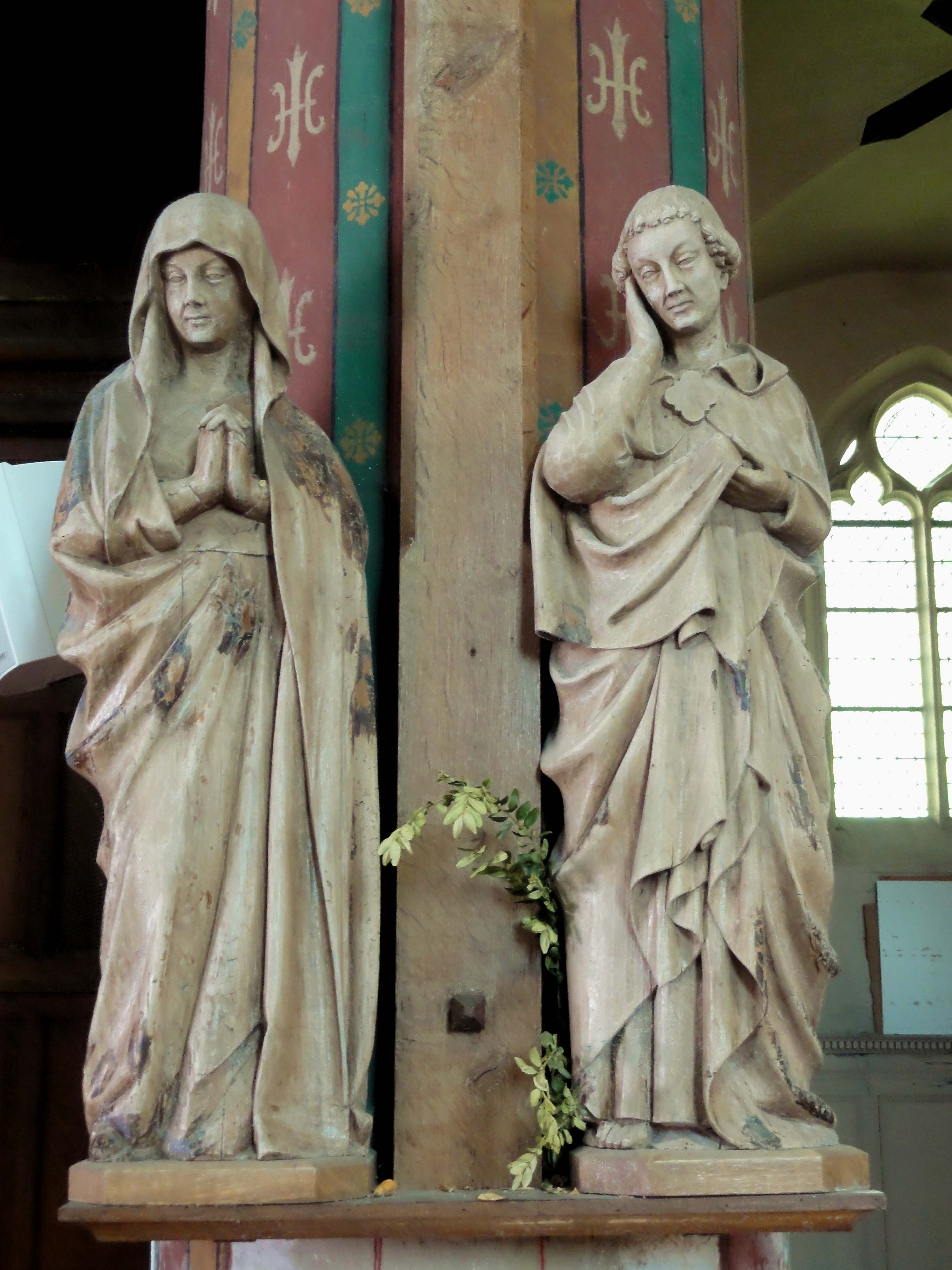
Vierge et Saint Jean.
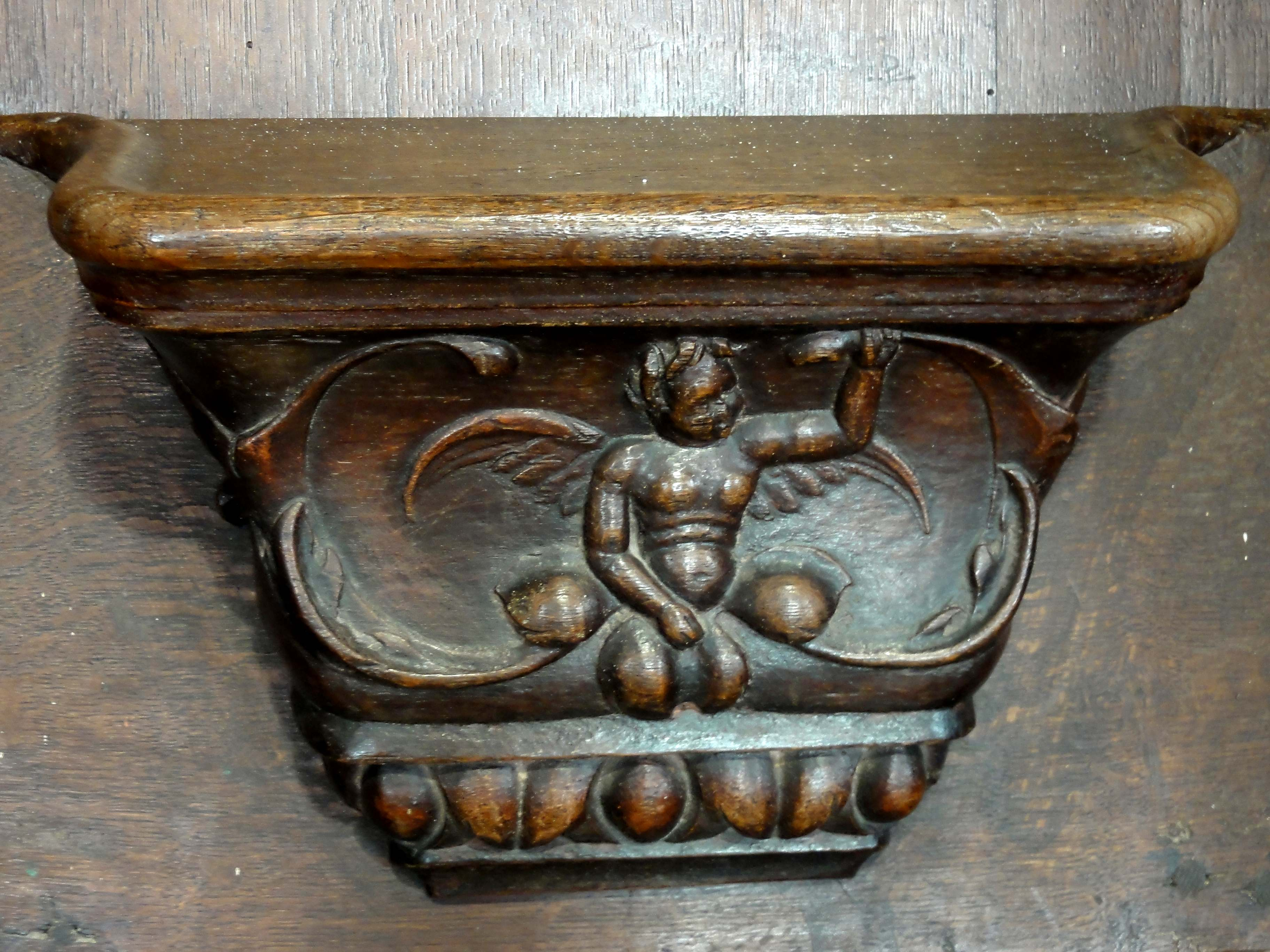
Miséricorde avec angelot.